# 2018年のスポーツ
< 2018年
2018年のスポーツ（2018ねんのスポーツ）では、2018年（平成30年）のスポーツ関連の出来事についてまとめる。
- 年度別スポーツ記事一覧

2018年前後：2017年のスポーツ - 2018年のスポーツ - 2019年のスポーツ

## できごと

### 1月
- 1日
  - 【陸上競技】 世界陸上競技選手権に4回出場した経験を持つ前田和浩（九電工）が群馬県で行われた『第62回全日本実業団対抗駅伝競走大会』終了後に現役引退を表明。今後は九電工女子陸上競技部のコーチに就任する[1]。
  - 【ボクシング】 元世界3階級王者の亀田興毅がこの日、インターネットテレビ放送『AbemaTV』上で現役復帰を宣言[2]。
- 2日 - 【陸上競技】 第94回東京箱根間往復大学駅伝競走で東洋大学が4年振り6回目の往路優勝を果たした。3日の復路では青山学院大学が東洋大学を逆転し、史上6校目の4連覇を果たした。なお、初優勝からの4連覇は史上初の快挙。
- 5日 -【ゴルフ】 日本ゴルフツアー選手会の新会長に石川遼が就任。26歳110日での会長就任は史上最年少となる[3]。
- 9日 - 【カヌー】 日本カヌー連盟は、2017年に行われた日本カヌースプリント選手権大会で、2020年東京オリンピックの日本代表候補である男子選手が、ライバルである他の選手の飲料用ボトル内に禁止薬物を混入し、ドーピングによる失格を図っていた問題に関する取材を受け、問題が事実であることを認めた[4]。さらに、取材の後に連盟が公開した文書内で、禁止薬物を混入した選手が鈴木康大であることを公表した[4]。これを受け、石川県警が偽計業務妨害及び窃盗容疑で鈴木を捜査していることが12日に判明[5]。さらに18日には鈴木が所属する福島県カヌー協会が石川県警の捜査状況を待って鈴木を除名する方針を固め、また日本カヌー連盟も同様の処分を科す方針[6]。
- 11日
  - 【水泳】 昨年11月から12月に スペインで行われた日本代表合宿で、前年の世界選手権200m平泳ぎ銀メダリストの小関也朱篤（ミキハウス）が後輩選手に対して暴力行為を行っていたことが発覚し、ミキハウスは小関に対し3月末までの対外試合出場自粛、日本代表辞退、減俸などの処分を科したことを発表[7]。さらに翌12日に日本水泳連盟は今回の暴力事件を受け、2月に グアムで実施予定だった日本代表合宿を中止した[8]。
  - 【陸上競技】 全日本大学駅伝大会事務局は、今年の第50回大会から繰り上げスタートの減少などを目的に、1区から7区までの区間距離を変更することを発表。1区は従来の14.6kmから9.5kmと5.1km短縮する一方で、7区は従来の11.9kmから17.6kmと5.7km延長される。なお8区の区間距離（19.7 km）と総区間距離（8区間・106.8 km）に変更はない[9]。
- 17日 - 【ラグビー】 元豪州代表で現在はトップリーグ・サントリーサンゴリアス所属のジョージ・スミスが昨年12月31日未明、東京都府中市内でタクシー料金を踏み倒した上、追いかけてきた運転手に暴行を加えたとして警視庁府中署に現行犯逮捕されていたことがこの日判明。スミスは「（当時は）酒に酔っていて覚えていない」と容疑を否認。一方チームは「逮捕されたことは事実。お詫びすると共に被害者の方に誠心誠意対応いたします」とコメント[10]。今回の事件発覚を受け、1月28日に府中市内で予定していた第55回日本選手権優勝記念パレードを中止することをチーム公式サイトで発表した[11]。スミスは逮捕後東京地検立川支部に送致され、1月18日付で処分保留のまま釈放[12]。その後不起訴処分となったが、チームは1月31日付で契約解除、退部の処分を科した[13]。
- 19日 - 【ボクシング】 昨年12月にIBF世界スーパーフェザー級王者になった尾川堅一（帝拳ジム）が、試合前に採取した検体から禁止薬物が検出されたと所属の帝拳ジムが発表。米国メディアによると禁止薬物は「合成テストステロン」と報じている。最終的な原因調査の結果最悪の場合王者剥奪となるが、尾川は「意図的に摂取していない」と否定した[14]。
- 28日 - 【陸上競技】 第37回大阪国際女子マラソンで初マラソンの松田瑞生（ダイハツ）が2時間22分44秒で優勝し、マラソングランドチャンピオンシップ（MGC）への出場権を獲得した[15]。
- 29日
  - 【ゴルフ】 第6回日本プロゴルフ殿堂の顕彰者が発表され、レジェンド部門に藤井義将（2015年没）、プレーヤーズ部門に金井清一、吉川なよ子の計3名を選出した[16]。
  - 【ボクシング】 WBC世界女子アトム級王者でWBC女子世界ミニフライ級王者の小関桃（青木）が、この日付にてWBC女子世界アトム級並びに女子世界ミニフライ級王座を返上して現役を引退することを発表した[17]。今後は理学療法士を目指すという[17]。

### 2月
- 1日 - 【自動車】 F1のレースクイーン（別名：グリッドガール）を2018年シーズンより廃止することを発表[18][19]。
- 4日
  - 【ボクシング】 WBC世界フライ級タイトルマッチ（沖縄県那覇市・沖縄県立武道館）で、王者の比嘉大吾（白井・具志堅）が挑戦者で元2階級制覇王者のモイセス・フェンテス（ メキシコ）に初回2分32秒KO勝ちを収めWBC世界フライ級王座の2度目の防衛を果たすと共に、浜田剛史（帝拳）・牛若丸あきべぇ（協栄）に次ぐ史上3人目の15試合連続KO勝利を収めた。さらにジムの会長でもある具志堅用高（協栄）がWBA世界ライトフライ級王座から陥落した1981年3月8日以来37年ぶりに沖縄県で行われた世界戦で「日本勢3戦全敗」という負の連鎖をデビュー戦から継続している15連続KO勝利で断ち切った[20]。
  - 【アメリカンフットボール】 ミネソタ州ミネアポリスのUSバンク・スタジアムでNFLの第52回スーパーボウルが行われ、フィラデルフィア・イーグルスがニューイングランド・ペイトリオッツを41-33で破りスーパーボウル初優勝を果たした[21]。
- 5日 - 【競艇】 宮島競艇（広島県廿日市市）開催2日目「スカパー!・JLC杯」第9競走で、出走6艇全てが0.05秒以上のフライングによるスタート事故となったため、規定によりレースが不成立となり勝舟投票券も全額返還となった。これにより同レースの売上金863万200円分が失われた。ボートレース（=競艇）では2013年度後期より0.05秒以上のフライングを「非常識なフライング」と定義し、これに抵触したボートレーサー=競艇選手は、節間の開催全日程の終了を待たずに直ちに帰郷しなければならないと言う処分を必ず受ける規定となっているが、出走全艇が「非常識なフライング」となったのは新ルール規定以降で史上初となった[22]。
- 6日 - 【その他】 日本オリンピック委員会（以下JOCと表記）は、中堅医薬品メーカーの久光製薬と「外用鎮痛消炎剤」のカテゴリで2020年東京オリンピック及び東京パラリンピックオフィシャルパートナーとして締結したことを発表[23]。
- 9日 - 【陸上競技】 競歩20km世界記録保持者の鈴木雄介（富士通）が、日本陸上競技連盟に対して強化費を不適切に申請していたとして、陸連が鈴木を昨年10月から6か月間の出場停止処分にしていたことが判明。陸連の指摘により申請を取り下げたため実際には支給されなかった[24]。
- 15日 - 【ゴルフ】 日本女子プロゴルフ協会（以下JLPGAと表記）は、2019年度よりプロテストについて、その年度の4月1日時点に於いて達している受験規定年齢について、現行の『18歳以上』から『17歳以上』に引き下げること、また翌年のJLPGAトーナメントツアー大会への出場権をかけたクォリファイングトーナメント（QT）についてもプロテストと同様の条件にすることを決定[25]。またQTの受験資格については『日本女子プロゴルフ協会正会員のみ』とし、これまで認めてきたアマチュア選手及びJLPGA単年登録競技者を除外（但し2019年度のみ一部の非会員は出場可能）することも決定した[25]。
- 19日 - 【柔道】 全日本柔道連盟は、2月8日に国立スポーツ科学センターで行われていた合宿中に無断で知人を同センターに招き入れて宿泊させたとして、昨年の世界選手権73kg以下級世界王者の橋本壮市（パーク24）に対し、19日から半年間同センター及びナショナルトレーニングセンターへの出入禁止、強化事業参加時の全額自己負担、さらに強化指定をAランクからBランクに降格する処分を科した[26]。
- 23日 - 【バレーボール】 日本バレーボールリーグ機構（Vリーグ機構）は、1月27日の対東レアローズ戦で規約違反があったとして、パナソニック・パンサーズをけん責及び制裁金100万円などの処分にしたことを発表[27]。
- 25日
  - 【陸上競技】 東京マラソン2018（東京都庁〜東京駅丸の内口行幸通り）が開催され、男子の部で設楽悠太（Honda）が2時間6分11秒で2位に入り、高岡寿成（カネボウ）が2002年のシカゴマラソンでマークした日本およびアジアの男子フルマラソン最高記録2時間6分16秒を16年ぶりに更新すると同時に、史上初めて男子フルマラソン・ハーフマラソン両方の日本記録を同時に持つ選手となった[28][29]。また日本記録更新により日本実業団陸上競技連合から報奨金として1億円が[30]、さらに2時間6分54秒で日本人2位に入り、設定条件（2時間6分59秒以内）をクリアした井上大仁（MHPS）にも奨励賞として1000万円がそれぞれ支給された[31]。
  - 【柔道】 柔道の国際大会『グランドスラム・デュッセルドルフ2018』（ ドイツ・ノルトライン＝ヴェストファーレン州デュッセルドルフ）の男子100kg超級の決勝戦で原沢久喜（日本中央競馬会）・王子谷剛志（旭化成）の両者が対戦したが、試合で共に積極的に技を出さず、組手争いに終始したことから主審が両者に指導を三度与え、この結果、柔道の国際試合では異例の両者反則負けが宣告された（このため、同大会では優勝者なしとなった）。国際柔道連盟（IJF）は「両者に積極的に戦う意思がないものと判断した。このような場合は反則負けの処分を宣することが出来る」という見解を発している[32]。
- 28日 -【ボクシング】 WBC世界バンタム級タイトルマッチ（3月1日、東京都墨田区・両国国技館）の前日前計量で、王者のルイス・ネリ（ メキシコ）が1回目で規定の118ポンド（約53.5 kg）を5ポンド（約2.3 kg）オーバーし、2時間の猶予を経て行った2回目での計量でも3ポンド（約1.3 kg）オーバーしたため王者を剥奪された[33][34]。

### 3月
- 1日
  - 【レスリング】 日本レスリング協会は、1月18日に内閣府の公益認定等委員会に対し、レスリング関係者から代理人の弁護士を通じて女子レスリングの伊調馨（ALSOK）およびコーチが、同協会強化本部長の栄和人からパワーハラスメントを受けている旨の告発状が送られたことが判明したことを受け、報道機関に対してこの告発状の内容を否定する「一部報道に関する当協会の見解について」という文書を発表した[35][36]。
  - 【ボクシング】 WBCバンタム級タイトルマッチで、前日の軽量オーバーでタイトルを剥奪されたルイス・ネリが、挑戦者で同級1位の山中慎介（帝拳ジム）に2回1分3秒TKOで勝利したため王座は空位。一方山中は試合後に現役引退を表明した[37]。
- 2日 - 【ボクシング】 WBCは、1日に行われた対山中戦の試合前日の計量で大幅な体重超過により王座を剥奪されたルイス・ネリに対して、無期限資格停止処分を科すとの声明を発表した[38][39]。
- 5日 - 【ゴルフ】 サントリーコミュニケーションズは、自社が主催するJLPGAツアー競技の『サントリーレディスオープン』（2018年は6月7日から10日まで兵庫県神戸市北区・六甲国際GCで開催）について、今年度から大会アンバサダーに2017年限りで現役を引退した宮里藍を招聘すると共に、大会名も『宮里藍 サントリーレディスオープンゴルフトーナメント』に変更することをこの日の記者会見にて発表した[40][41]。
- 9日 - 【ボクシング】 この日行ったJBCの倫理委員会において、対山中慎介戦での前日前計量で体重超過の失態を犯し王座を剥奪されたルイス・ネリについて、日本国内における永久追放処分にしたことを発表。[42]。
- 13日 - 【パラスポーツ】 宮内庁はこの日、『障害者スポーツの発展及び普及に寄せる天皇・皇后両陛下の御意思や、障害者スポーツの競技性向上などに鑑み、障害者スポーツ競技に対して天皇盃並びに皇后盃を下賜する』ことを発表[43][44]。盃を下賜する対象とする競技及び大会として日本車椅子バスケットボール選手権大会・全日本女子車椅子バスケットボール選手権大会（男子優勝チームに天皇盃、女子優勝チームに皇后盃を授与）、飯塚国際車いすテニス大会（ジャパン・オープン）（男子シングルス優勝者に天皇盃、女子シングルス優勝者に皇后盃を授与）、全国車椅子駅伝競走大会（優勝チームに天皇盃、但し2019年から）が指定された[43][44]。
- 20日 - 【ゴルフ】 女子プロゴルフの横峯さくら（エプソン）が、3月30日から開催される男子下部ツアー（AbemaTVツアー）開幕戦『Novilカップ』（徳島県阿波市・JクラシックGC）に出場することを発表。日本の女子選手が男子ツアー競技に出場するのは9年ぶり7人目[45]。しかし硬いグリーンに苦しめられ通算10オーバーの128位で予選落ちした[46]。
- 24日 - 【スキー】 スキージャンプFIS女子ワールドカップ個人第14戦がオーベルストドルフ（ ドイツ・バイエルン州）で開催され、高梨沙羅（クラレ）が昨年2月以来となる今季初勝利を挙げると共に男女を通じてジャンプワールドカップ最多となる通算54勝目を記録した[47]。
- 27日
  - 【水泳】 2012年ロンドンオリンピック競泳男子200m優勝のジュルタ・ダニエル（ ハンガリー）が、この日、現役を引退することを表明した[48]。
  - 【ゴルフ】 5月24日から4日間、茨城県鉾田市のザ・ロイヤルGCで開催される男子プロゴルフ『全英への道 ミズノオープン』の総距離が男子ツアー史上最長となる8007ヤード（パー72）で施行されることが発表された。16番ホールはパー5ながら705ヤードの距離設定であり、また4ホールあるパー3はすべて200ヤード超えとなる[49]。
- 28日 - 【競艇】 開催中の児島競艇場（岡山県倉敷市）で選手14人が前日の27日夜から28日未明にかけて下痢や嘔吐など食中毒の症状を訴え、うち1人が入院した。これを受けて30日まで予定されていた開催をこの日打ち切った。選手宿舎食堂での食事が原因と見られている[50]。

### 4月
- 1日 - 【その他】 日本体育協会がこの日から「日本スポーツ協会」に名称を変更[51]。
- 6日 - 【レスリング】 前月に公表された女子レスリングの伊調馨（ALSOK）およびコーチが、日本レスリング協会強化本部長の栄和人からパワーハラスメントを受けている旨の告発状が内閣府宛に送られていた件について、第三者委員会が栄の2010年2月の言動を含む4件の言動、および2010年広州アジア大会の女子代表選考をめぐって明確な理由なく伊調選手を代表から外したことなどについてパワーハラスメントと認める報告書をまとめた事を公表。東京都内で開かれた同協会の緊急理事会でも示し、栄は同日付で本部長職を辞任した[52]。→3月1日の出来事参照
- 8日
  - 【水泳】 パンパシフィック選手権及びアジア競技大会の日本代表選手選考会を兼ねた第94回日本選手権水泳競技大会で、池江璃花子（ルネサンス亀戸）が出場全4種目で6つの日本新記録を樹立、4冠を達成[53]。
  - 【自動車】 F1・バーレーングランプリ（バーレーン国際サーキット）の決勝レース中、ピットインしていたキミ・ライコネン（フェラーリ）のマシンがタイヤ交換を完全に終わらせないまま青信号で発進し、左リヤタイヤ交換担当のピットクルーがはねられ左すねなど二か所を骨折する事故が発生。国際自動車連盟（FIA）は「非常に危険な状況で車両を発進させた」としてフェラーリに対し5万ユーロ（約655万円）の罰金を科した[54]。
- 10日 - 【ゴルフ】 4月18日から3日間、福岡県筑紫郡那珂川町・筑紫ヶ丘GCで行われる男子下部ツアー（AbemaTVツアー）第2戦『アイゴルフシェイパーチャレンジ in 筑紫ヶ丘』に女子ゴルフの宮里美香（NTTぷらら）が主催者推薦で出場することが判明。国内女子プロゴルファーが男子の試合に出場するのは3月の横峯さくらに続き今季2人目[55]。しかし通算1オーバーの86位タイでカットラインに2打及ばず予選落ちした[56]。→3月20日の出来事も参照
- 14日 - 【プロボクシング】 WBC世界フライ級タイトルマッチ（15日、横浜市港北区・横浜アリーナ）の前日前検量において、王者の比嘉大吾（白井・具志堅）が1回目の計量で規定体重を900グラム超過し、2回目の計量をギブアップしたため王者を剥奪された。体重超過による王者剥奪は日本人選手初[57]。ただし当日計量はクリアしたため試合は予定通り施行された[58] が、比嘉は同級2位のクリストファー・ロサレス（ ニカラグア）に9回TKO負けした[59]。
- 15日 - 【ゴルフ】 米国PGAツアー・RBCヘリテージ（サウスカロライナ州・ハーバータウンリンクス、パー71）で、小平智が韓国人選手との3ホールに及ぶプレーオフを制してPGAツアー初制覇。日本人選手がPGAツアーを制したのは史上5人目[注釈 1][60]。
- 16日
  - 【陸上競技】 関東学生陸上競技連盟は、第95回の記念大会となる来年（2019年）の箱根駅伝の出場校を本年の第94回大会より2校増加して23チーム（22校+関東学生連合チーム）とすることを発表。これに伴い予選会通過チームも従来の10校から12校となる。なお再来年（2020年）はこれまで通り21チームに戻される[61]。
  - 【陸上競技】 第122回ボストンマラソンで、マラソン81回目となる川内優輝（埼玉県庁）が雨が降るあいにくのコンディションの中2時間15分58秒で優勝。同大会で日本人が優勝したのは1987年の瀬古利彦以来31年ぶり[62][注釈 2]。
- 17日 - 【フィギュアスケート】 トリノオリンピック金メダルなどの実績を持つ荒川静香が日本人3人目となる世界フィギュアスケート殿堂入り（伊藤みどり、佐藤信夫に次ぐ）[64]。
- 19日
  - 【ボクシング】 帝拳ジムは、今年1月に禁止薬物の「合成テストステロン」の陽性反応を示したIBFスーパーフェザー級王者で同ジム所属の尾川堅一について、 アメリカ合衆国ネバダ州のコミッションから王者剥奪及び試合無効、6か月の資格停止処分、さらに罰金1万4000ドル（約150万円）を科されたことを発表[65]。→1月19日の出来事参照
  - 【陸上競技】 16日に行われたボストンマラソンで優勝した川内優輝が帰国し、成田空港で「来年4月に勤務先の埼玉県庁を退職してプロのマラソンランナーに転向する」ことを表明[66]。
- 25日
  - 【ボクシング】 JBCは、この日行った倫理委員会で15日に行われたWBC世界フライ級選手権の前日前計量で体重超過の失態を犯し王座剥奪となった前王者の比嘉大吾（白井・具志堅ジム）に対し「選手ライセンスの無期限停止及び制裁金としてファイトマネー20%分を徴収する」処分を科すと共に、選手を管理出来なかった責任を問うとしてクラブオーナーで会長の具志堅用高らに戒告処分を下した[67]。
  - 【競馬】 日本のJRAでも5勝を挙げているナッシュ・ローウィラー（英語版）（ オーストラリア出身、 香港拠点）が香港ジョッキークラブから「重大なルール抵触行為があった」として15か月間の騎乗停止処分を受けた。詳細は明らかになっていないものの、自身が騎乗した馬に賭け行為を行ったものと見られている[68]。
- 26日 - 【陸上競技】 青山学院大学在学時に箱根駅伝の山登り区間である5区（小田原→箱根・芦ノ湖）で活躍し、「3代目山の神」と呼ばれ卒業後は実業団のコニカミノルタ陸上競技部で活動していた神野大地が4月30日付で同社を退社し、2020年東京五輪を目標にプロのマラソンランナーを目指すことを発表[69]。

### 5月
- 9日 - 【アメリカンフットボール】 関東学生アメリカンフットボール連盟はこの日行った理事会で、同月6日に開催された関西学院大学ファイターズ対日本大学フェニックスの定期戦において、日本大学の選手が3度のパーソナルファウル（悪質なタックル行為）を犯し資格没収となる事態が発生した件につき、当該選手を追加処分決定まで対外試合禁止、日本大学指導者を厳重注意とし、同理事会内に本件に関する規律委員会を設置する事を決定[70]。一方被害者側の関西学院大学は12日に兵庫県西宮市内にある大学キャンパスで行った記者会見で、日本大学に対して厳重抗議するとともに正式謝罪を求め、これに応じない場合は次年度以降の定期戦を行わないことを表明した[71]。被害を受けた選手は膝の軟骨損傷などで全治3週間と診断されたが、改めて精密検査を行った結果神経系には異常がないことが判明した[72]。
- 12日 - 【ボクシング】 WBA世界ライト級選手権（ アメリカ合衆国・ニューヨーク・マディソン・スクエア・ガーデン）で、挑戦者のWBC世界スーパーフェザー級王者のワシル・ロマチェンコ（ ウクライナ）が王者のホルヘ・リナレス（ ベネズエラ／帝拳）に10回2分8秒TKO勝ちを収めWBA世界ライト級王座を獲得。ボクシング史上最速となる12戦目での世界三階級制覇を達成した[73]。
- 13日 - 【ゴルフ】 第86回日本プロゴルフ選手権（千葉県長生郡睦沢町・房総CC房総ゴルフ場）最終日で、谷口徹が藤本佳則とのプレーオフを制し優勝。1996年の尾崎将司の当時49歳109日を上回る50歳92日の大会史上最年長優勝記録を更新した[74]。
- 14日 - 【アメリカンフットボール】 日本大学フェニックス反則タックル問題を受け、関東学生アメリカンフットボール連盟は5月と6月に予定されていた日本大学が絡むオープン戦3試合を中止にすることを決定。対戦相手の3大学から連名で試合中止を求める文書が送られてきたことによる[75]。さらに17日には5月27日に予定されていた日本大学対明治大学グリフィンズのオープン戦も中止とすることを決定した[76]。
- 17日 - 【アメリカンフットボール】 日本大学フェニックス反則タックル問題で、当該行為で負傷させられた選手が所属する関西学院大学は兵庫県西宮市内の同校キャンパスで記者会見を行い日本大学側から受け取った回答書の内容を公表したが、「誠意ある回答とは認められず、またこの時点で日本大学監督の内田正人からの直接謝罪もない」と不信感をあらわにした。なお24日に提出される日本大学の再回答書の結果を待って最終的な対応を検討するとした[77]。
- 19日 - 【アメリカンフットボール】 日本大学フェニックス反則タックル問題に関連して日本大学フェニックス監督の内田正人が大阪・伊丹空港で、「（今回の一連の騒動は）すべて私の責任である」として辞任することを表明。辞任表明に先立ち、兵庫県西宮市内で負傷した選手およびその保護者に直接謝罪した他、関西学院大学監督の鳥内秀晃らに今回の騒動について事情説明を行った[78]。また18日までに5月と6月に予定されていた日本大学が絡むオープン戦6試合についてすべて中止されることが決定した[79]。
- 22日 - 【アメリカンフットボール】 日本大学フェニックス反則タックル問題に関して当該反則行為を行った選手が日本記者クラブでこの日、記者会見を開いて「（前）監督・コーチなどにより『試合に使って欲しいなら、相手のクォーターバックを潰せ』などの指示を受けた」などと語り、今回の関西学院大学との試合中に於ける反則行為が日本大学フェニックス指導陣による指示であったことを明らかにした[80]。
- 25日 - 【ボクシング】 WBA世界バンタム級選手権試合（東京都大田区・大田区総合体育館）で、挑戦者の井上尚弥（ 日本／大橋） が王者のジェイミー・マクドネル（ イギリス）に第1ラウンド1分52秒でTKO勝ちして王座を獲得し、日本人6人目となる三階級制覇を達成した[81]。
- 26日
  - 【バドミントン】 バドミントンの女子国別対抗の世界戦である第27回世界女子バドミントン選手権（ユーバー杯）（ タイ／バンコク・インパクト・ムアントーンターニー）決勝戦で、日本が3-0と地元タイに圧勝し、1981年の第9回大会（ 日本／東京）以来、37年ぶり6度目の優勝を果たした[82]。
  - 【アメリカンフットボール】 6日に行われた日本大学対関西学院大学の定期戦における反則行為（日本大学フェニックス反則タックル問題）で、関西学院大学は兵庫県西宮市内の同大キャンパスで三度目となる記者会見を行い、24日に日本大学側から受け取った再回答書について「内容に多くの矛盾点があり、到底納得できないものである」として「選手の信頼を取り戻すまで」日本大学との定期戦を中止することを決定した[83]。また負傷した選手について「既に練習に復帰しており、試合に出場する準備をしている」と早ければ27日に行われる試合で復帰する可能性があることを示唆[84]。そして27日の試合に途中から出場した[85]。
- 27日 - 【自転車】 クリス・フルームがジロ・デ・イタリア2018で優勝、史上3人目となるグランツール3大会連続制覇を達成（エディ・メルクス、ベルナール・イノーに次ぐ）[86]。
- 28日 - 【ボクシング】 2017年12月にラスベガス（ アメリカ合衆国・ネバダ州）での国際ボクシング連盟（IBF）世界スーパーフェザー級王座決定戦に勝利した尾川堅一（帝拳）が、試合前ドーピング検査で禁止薬物が検出された為にネバダ州コミッションからタイトル戦の無効試合及び6ヶ月間のライセンス（資格）停止処分を受けたことを受け、日本ボクシングコミッション（JBC）は、この日、尾川に対して2017年12月10日に遡る形で1年間のボクサーライセンス停止処分を科したことを発表[87]。これにより尾川は2018年12月9日まで日本国内での試合に出場することは出来ない[87]。
- 29日 - 【アメリカンフットボール】関東学生アメリカンフットボール連盟はこの日、緊急理事会を開催して日本大学フェニックス反則タックル問題に関し、日本大学前監督及びコーチのひとりを永久失格とする「除名」、ヘッドコーチを「資格剥奪」、当該反則行為を行った選手に対しては「今シーズンの対外試合出場資格停止」、日本大学フェニックスについては「今季公式試合への出場資格停止」とする処分を決定したことを発表した[88]。

### 6月
- 6日 - 【ゴルフ】 日本ゴルフツアー機構（以下JGTOと表記）は、5月30日に行われた『日本ゴルフツアー選手権』（茨城県笠間市・宍戸ヒルズCC西コース）のプロアマ戦で同伴のアマチュア選手に不適切な対応を取り、当該選手のプレーを途中で断念させた永久シード保持者の片山晋呉に対して懲戒・制裁委員会を開催して処分を決定することを発表[89]。一方片山は当初「不適切な対応はしていない」と否定したが[90]、その後当該選手及び大会特別協賛社に直接謝罪[91][92]。そして6月15日に自身のホームページで当面の間トーナメントへの出場を自粛し、さらに懲戒・制裁委員会の裁定を受け入れることを表明した[92][93]。
- 13日
  - 【その他】 この日の第196回国会参議院本会議にて、2020年の東京オリンピック開会式の前後4日及び閉会式の前後3日に『海の日』『体育の日』『山の日』の3祝日をこの年に限り移動して組み込みの連休日とする平成三十二年東京オリンピック競技大会・東京パラリンピック競技大会特別措置法改正案、2020年より『体育の日』を『スポーツの日』と改称する祝日法改正案、日本国内に於ける禁止薬物使用取り締まりを定めたスポーツにおけるドーピングの防止活動の推進に関する法律案（新規制定）、国民体育大会を国民スポーツ大会と改称するスポーツ基本法改正案など4本のスポーツ関連法が与党などの賛成多数で可決され成立した[94][95][96]。
  - 【その他】 日本スポーツ協会は、上記のスポーツ基本法改正案の成立を受けて『現在の国民体育大会の名称は2022年までとし、2023年の佐賀県大会より“国民スポーツ大会”と改称する』ことを発表した[96]。
- 14日 - 【スケート】 2014年NHK杯フィギュア男子覇者で2006年世界ジュニア米国代表の村上大介が動画投稿サイト「YouTube」上で現役引退を表明[97]。
- 15日 - 【陸上競技】 日本陸上競技連盟は、2020年東京五輪のマラソン代表男女各3名のうち各2名を選出する『グランドチャンピオンシップ』（GC）を2019年9月15日に東京・明治神宮外苑を発着点とするコースで行うことを発表。号砲は午前9時台で男女別スタートとなる[98]。
- 16日 - 【ゴルフ】 米国男子メジャー『全米オープン』（ニューヨーク州・シネコックヒルズGC）3日目の13番ホール（パー4）のグリーン上で、フィル・ミケルソン（ アメリカ合衆国）がゴルフ規則に違反して動いているボールを故意に打ち2罰打を科され、結局このホールで6つスコアを落とした[99][100]。その後ミケルソンは21日までにこのプレーについて「軽率だった。早期に謝罪すべきだったが気持ちを落ち着けるのに時間がかかった」と釈明した[101]。
- 17日
  - 【レスリング】 至学館大学学長で日本レスリング協会副会長の谷岡郁子が記者会見を行い、「一連のパワーハラスメント問題を受けての反省の態度が見られない」などとして同大学レスリング部監督の栄和人の解任を発表[102]。翌18日付で正式に解任した。後任は未定[103]。
  - 【自動車】 第86回ル・マン24時間耐久レース決勝（ フランス・サルト・サーキット）で、中嶋一貴・フェルナンド・アロンソ・セバスチャン・ブエミを擁したトヨタ・TS050 HYBRID 8号車が優勝。ル・マン史上初となる日本車と日本人ドライバーを擁しての優勝となった。また小林可夢偉らを擁した同7号車も2位に入った[104]。
  - 【バスケットボール】 長崎県大村市で開催された『全九州高等学校バスケットボール大会』男子準決勝・福岡大大濠対延岡学園（宮崎県）の第4クオーター終盤に延岡学園の留学生選手が審判を殴打する事件が発生。審判は口の中を10針縫うケガを負い、試合は没収試合となった（福岡大大濠の勝利）[105]。これを受け延岡学園は翌18日に校長らが事件について謝罪すると同時に選手、監督の処分を検討[106]。さらに全国高校総体への出場自粛の可能性があることを示唆した[107]。また長崎県警大村署が当該選手を任意で事情聴取した[106]。
- 23日
  - 【レスリング】 東京都内で行われた日本レスリング協会の評議員会において、栄和人の常務理事解任を賛成多数で正式決定[108]。
  - 【バスケットボール】 長崎県大村市で6月17日に行われた高校バスケットボール大会の男子準決勝で、延岡学園高校の留学生選手が審判を殴打した事件で延岡学園は当該選手を自主退学扱いとして早期に帰国させ、監督を解任。また3か月間の対外試合出場自粛とすると同時に全国高校総体（愛知県）への出場辞退を発表した[109]。
- 24日
  - 【陸上競技】 第102回日本陸上競技選手権大会（山口県山口市・維新みらいふスタジアム）男子円盤投にて、湯上剛輝（トヨタ自動車）が、5回目の投擲で日本選手として初の62mの壁を越える62m16の日本新記録を達成した[110]。
  - 【ゴルフ】 LPGAツアー『ウォルマートNWアーカンソー選手権』最終日（アーカンソー州・ピナクルCC、パー71）で、畑岡奈紗（森ビル）が通算21アンダー、192ストロークのトーナメントレコードをマークしてLPGAツアー初優勝（プロ通算3勝目）[111] を飾る。畑岡はLPGAツアーに参戦した日本人選手として初の10代優勝を達成すると同時に、宮里美香（NTTぷらら）が2012年のセイフウェイクラシック（現・ポートランドクラシック）で優勝した当時22歳10か月をさらに下回る19歳5か月での日本人選手最年少優勝となった[111]。
  - 【陸上競技】 サロマ湖100キロウルトラマラソン（北海道）の男子陸連登録100キロの部で、風見尚（愛三工業）が従来の記録を4分以上上回る6時間9分14秒で優勝。20年ぶりに世界最高記録を更新した[112]。
- 27日 - 【ゴルフ】 JGTOは東京都内で行った定例理事会で、『日本ゴルフツアー選手権』のプロアマ戦で同伴のアマチュア選手に不適切な対応を取った片山晋呉を厳重注意及び制裁金30万円の処分にしたことを決定。片山は都内のホテルで行われた記者会見の場で改めて謝罪した[113]。→6月6日の出来事参照
- 29日 - 【アメリカンフットボール】 日本大学フェニックス反則タックル問題を調査している第三者委員会はこの日中間報告を行い、一連の問題行為は前監督及び前コーチの指示で行われたことを認定。さらに問題行為をなかったことにする口封じ工作も行われていたことが判明した。また前監督については「責任を選手に押しつけ、自らはそれを免れようとしておりその姿勢は極めて悪質である」と指摘した[114]。

### 7月
- 1日 - 【スケート】 2010年バンクーバー五輪フィギュア男子シングル銅メダリストで、2014年に現役を引退した髙橋大輔が自身のホームページで4年ぶりに現役復帰することを発表[115]。
- 2日 - 【テニス】 ロジャー・フェデラー（ スイス）がユニクロと10年3億ドルの大型契約を締結[116]。
- 6日 - 【ゴルフ】 女子ステップ・アップ・ツアー『ECCレディスゴルフトーナメント』（兵庫県神戸市北区・北六甲CC東コース）及び『日本アマチュアゴルフ選手権競技』（福岡県糸島市・芥屋（けや）GC）はいずれも大雨の影響により規定のホール数を消化できないとして競技不成立となった。いずれも競技不成立となったのは初めてである[117][118]。なお『ECCレディス』については60位タイ（70名）まで規定により半分の賞金が支給されるが、賞金ランキングには加算されない[117]。
- 10日 - 【ゴルフ】 日本ゴルフツアー選手会会長の石川遼の発案により、JGTOオープンウィーク[注釈 3] を利用して開催される予定であったフューチャーゴルフツアー広島大会（10日・11日：広島県廿日市市・鷹の巣GC）及び岡山大会（12日・13日：岡山県倉敷市・倉敷CC）について、西日本を中心とした豪雨災害を受け、安全な大会の開催が見込めないことなどから開催が延期されることが主催者から発表された[119]。
- 16日 - 【ゴルフ】 『日本ゴルフツアー選手権』のプロアマ戦での不適切行為でツアーへの出場を自粛している片山晋呉がこの日自身のホームページ上で、8月23日から4日間、福岡県・芥屋GCで開催される『RIZAP KBCオーガスタゴルフトーナメント』で競技に復帰することを表明[120]。→6月6日及び6月27日の出来事参照
- 19日 - 【陸上競技】 宮城県で昨年11月に行われた『第37回全日本実業団対抗女子駅伝競走大会』に出場し優勝したユニバーサルエンターテインメント（以下ユニバーサルと表記）の選手1名がドーピング検査で禁止薬物の陽性反応を示していたことが判明。当該選手は既に引退、社を退職しているが、聞き取りに対して禁止薬物を意図的に摂取した事実はないと否定した[121]。これを受けて日本アンチ・ドーピング規律パネルが同日、当該選手に対して2017年11月26日に遡って1年3ヶ月の選手資格停止処分を科すと共に[122]、日本実業団陸上競技連合は同駅伝の成績についてユニバーサルの優勝を取り消し、第2位だったパナソニックを繰り上げ優勝とし、第3位だったダイハツ以下のチームについても順位を繰り上げる訂正措置を行ったことを発表[123]。さらにユニバーサルに対しては同連合が主催する駅伝への出場を無期限停止すると共に、再発防止策を提出するように求めた[124]。
- 22日 - 【ゴルフ】 女子プロゴルフ『センチュリー21レディス』最終日（滋賀県大津市・瀬田GC西コース）で、日本女子ツアー初出場となる20歳のアマチュア・クリスティン・ギルマン（ アメリカ合衆国）が通算17アンダーで優勝。アマチュア選手が日本女子ツアーで優勝したのは2016年の日本女子オープンでの畑岡奈紗以来史上6人目。また日本女子ツアー初出場初優勝は2012年サントリーレディスでの金孝周（ 韓国）以来2人目の快挙となった[125]。
- 23日 - 【水泳】 オリンピック4大会出場で金メダル6個を獲得するなど、 アメリカ合衆国のスーパースターとして知られるライアン・ロクテが、2018年5月にアメリカ合衆国水泳連盟（英語版）などからの許可を受けずに点滴静脈注射（IV）を行ってこれを自身のSNSに掲載したことから、アメリカ合衆国アンチ・ドーピング機関（英語版）（USADA）はロクテに対する事情聴取などを行い、重大な規則違反が認められたことからUSADAはロクテに対して『2019年5月24日から14ヶ月間の選手資格を停止する』処分を行ったことをアナウンスした[126]。
- 24日
  - 【ゴルフ】 日本プロゴルフ協会は、従来5月に開催していた公式戦『日本プロゴルフ選手権大会』を2019年大会（鹿児島県指宿市・いぶすきGC）から7月第1週に開催時期を変更することを発表[127]。全米プロゴルフ協会が7月10日に米国のメジャー大会である『全米プロゴルフ選手権』を2019年からこれまでの8月から5月に開催時期を変更することを発表したのに伴い[128]、それを避けるための措置[127]。
  - 【自転車】 第105回ツール・ド・フランス第16ステージ（カルカソンヌ - バニェール＝ド＝リュション、218 km）のスタートから26km付近で、農地の縮小に反対する地元農家がレースを妨害。妨害を阻止しようとした軍兵隊が催涙ガスを発射したため走行中の選手などに被害が及び、レースが15分程中断するトラブルがあった。レース主催者やレースディレクターはステージ終了後に農家の妨害行為を厳しく非難。さらに地元の県もこの妨害行為について調査を始めた[129][130]。
- 29日 - 【ゴルフ】 女子プロゴルフ『大東建託・いい部屋ネットレディス』（山梨県南都留郡鳴沢村・鳴沢GC）最終日で、黄アルム（ 韓国）がイ・ミニョン（ 韓国）をプレーオフで下し、2009年の『ヤマハレディースオープン』（静岡県・葛城GC）以来9年ぶりとなるツアー2勝目を挙げたが[131]、この優勝は中嶋千尋の9年297日[注釈 4] に次ぐ日本女子ツアー史上2番目となる9年115日での勝利空白期間を克服しての優勝となった[132]。

### 8月
- 3日 - 【ボクシング】 助成金の不正流用や不当な判定、過剰な接待を行っているとして文部科学省などに告発状が提出された[133]日本ボクシング連盟会長の山根明がこの日の朝に放送された民放テレビ局の情報番組に生出演し、一連の騒動について「会長として責任を感じている」と謝罪。辞任については考えていないとした[134]。なお連盟は1日、助成金の不正流用は認めたものの、不当な判定や過剰な接待などについては否定する文書を発表した[135]。
- 5日 - 【バドミントン】 2018年世界バドミントン選手権大会（ 中国・江蘇省南京市 南京青奥体育公園体育館）最終日にて各種目の決勝が開催され、男子シングルスでは桃田賢斗（NTT東日本）が石宇奇（ 中国）を2-0（21-11, 21-13）で下して日本男子選手として初の世界制覇を達成した[136]。また女子ダブルス決勝では大会史上初の日本人ペア同士の対決となり、永原和可那&松本麻佑組（北都銀行）が福島由紀&廣田彩花組（岐阜トリッキーパンダース）に2-1（19-21, 21-19, 22-20）で逆転勝ちし、この種目では1977年世界バドミントン選手権大会での栂野尾悦子&植野恵美子組以来、41年ぶりとなる世界制覇を達成した[137]。
- 12日 - 【ソフトボール】 世界女子ソフトボール選手権（千葉県千葉市美浜区・千葉マリンスタジアム）は決勝戦が行われ、日本はアメリカに延長10回の末、6-7のサヨナラ負けを喫し準優勝に終わる。なお、アメリカは2020年東京オリンピック・ソフトボールの出場権を獲得[138]。
- 14日 - 【自動車】 F1で二度の総合王者に輝き、本年6月のル・マン24時間ではトヨタを初の優勝に導いたフェルナンド・アロンソ（ スペイン）がチームの公式サイトで今季限りでのF1からの引退を表明[139]。→6月17日の出来事参照
- 31日 - 【ボクシング】 前WBO世界ミニマム級王者：山中竜也がこの日、現役引退を発表[140]。山中は7月13日に神戸市で行われたビック・サルダール（ フィリピン）との世界タイトル戦の試合後に頭部の不調を訴えて病院で検査した結果、頭蓋内出血による急性硬膜下血腫と診断されたことで、日本ボクシングコミッション（JBC）の規定により現役を引退することとなったもの[140]。

### 9月
- 8日
  - 【総合】 日本スポーツ協会は、9月15日 - 18日[注釈 5]の4日間、北海道札幌市、江別市、石狩市などで開催を予定していた日本スポーツマスターズ2018札幌大会について、北海道胆振東部地震の影響を考慮して大会の全日程を実施せず中止とすることを発表した[142][143]。
  - 【テニス】 全米オープンテニス（ アメリカ合衆国・ニューヨーク）女子決勝で、大坂なおみ（日清食品）がセリーナ・ウィリアムズ（ アメリカ合衆国）をセットカウント2-0で破り、日本勢史上初の四大大会制覇を果たした[144]。
- 10日 - 【ゴルフ】 日本ゴルフ協会（JGA）は、9月始めに千葉県の総武CC総武コースで行われた日本オープンゴルフ選手権競技最終予選会の2日目を無断欠場したとして、タンヤゴーン・クロンパ（英語版）（ タイ）を同大会（神奈川県横浜市保土ケ谷区・横浜CC）及び同協会主催のダイヤモンドカップゴルフ（埼玉県狭山市・武蔵CC笹井コース）の2試合について出場停止処分にしたことを発表。クロンパは9日のISPSハンダマッチプレー選手権に優勝し、日本オープンへの出場資格を得ていたが剥奪される格好となった[145]。
- 16日 - 【陸上競技】 この日開催されたベルリンマラソン（ ドイツ）男子の部で、エリウド・キプチョゲ（ ケニア）が2時間1分39秒の世界新記録を樹立、人類初の2時間1分台となる快記録で優勝を飾った[146]。
- 23日
  - 【テニス】 WTAツアー『東レパンパシフィックオープン』（東京都立川市・アリーナ立川立飛）決勝戦で、元世界女王のカロリナ・プリスコバ（ チェコ）が全米覇者の大坂なおみをセットカウント2-0のストレートで下し、23年ぶりの日本人大会制覇を阻止した[147]。
  - （現地時間）【ゴルフ】 PGAツアー・ザ・ツアーチャンピオンシップ（ アメリカ合衆国ジョージア州アトランタ・イーストレークGC、パー70）最終日で、タイガー・ウッズ（ アメリカ合衆国）が通算11アンダー、269ストロークで2013年のブリヂストン招待選手権以来5年ぶりに優勝。ツアー通算80勝目を達成した[148]。

### 10月
- 5日・6日 - 【ゴルフ】 女子ステップ・アップ・ツアー『かねひで美やらびオープン』（沖縄県名護市・かねひで喜瀬CC）は、台風25号の影響により4日の初日と5日の2日目が中止となり競技不成立となった。競技不成立は7月に大雨の影響で不成立となった『ECCレディス』に次いで今季2試合目。これにより、賞金総額2000万円の半分を出場選手全員で分け合う形になったが賞金ランキングには加算されない。なお翌6日には18ホールによるエキシビション競技が行われたが、非公認競技となり賞金ランキングにも加算されなかった[149]。→7月6日の出来事も参照
- 7日
  - 【陸上競技】 第41回シカゴマラソン（ アメリカ合衆国・イリノイ州）に於いて、日本から出場した大迫傑（ナイキ・オレゴン・プロジェクト）が3位に入り、設楽悠太（Honda）が2月の東京マラソンで樹立した2時間6分11秒を更新する2時間5分50秒の日本新記録を樹立した[150]。日本記録更新により、日本実業団陸上競技連合から1億円の報奨金が支給される[151]。
  - 【ゴルフ】 アジアパシフィックアマチュアゴルフ選手権最終日（ シンガポール・セントーサGC、パー70）で、東北福祉大2年生の金谷拓実が2打差を逆転し優勝。日本人選手の優勝は2011年に大会連覇を果たした松山英樹以来7年ぶり。金谷は来年のマスターズ・トーナメント及び全英オープンの出場権を獲得した[152]。
- 21日
  - 【ゴルフ】 女子プロゴルフ『延田グループ マスターズGCレディース』（兵庫県三木市・マスターズGC）最終日で、アン・ソンジュ（ 韓国）が通算12アンダーで優勝し賞金3240万円を獲得。史上5人目となる生涯獲得賞金10億円突破を史上最速で達成した[153]。またこの試合を最後に日本で3勝を挙げている姜秀衍（英語版）（カン・スーヨン、 韓国）が現役を引退した。今後は韓国で指導者として再出発する[154]。
  - 【卓球】 11歳で卓球日本代表に選出され、ロンドンオリンピック・リオデジャネイロオリンピックの2大会連続で女子団体戦でメダルを獲得、全日本卓球選手権大会女子シングルス2回優勝など数々の実績を持つ卓球選手の福原愛がこの日、自らのブログにて現役を引退することを表明した[155]。
  - 【陸上競技】 第4回プリンセス駅伝in宗像・福津（福岡県宗像市・福津市）で岩谷産業の2区にエントリーした飯田怜が第2中継所手前約250メートルで転倒するアクシデント。それでも審判員に残りの距離を聞き、這いつくばったり流血しながらも襷を繋いだが、大会終了後に右すねを骨折して手術を受けたことが判明したことで物議を醸した[156]。
- 24日 - 【卓球】 卓球のプロリーグ『T.LEAGUE』の男子リーグ開幕戦・木下マイスター東京VST.T彩たまを以て開幕。また翌25日には、女子リーグ開幕戦・TOP名古屋VS日本生命レッドエルフが開催[157]。
- 28日 - 【陸上競技】
  - 全日本50km競歩高畠大会（山形県）で、野田明宏（自衛隊）が従来の記録を25秒更新する3時間39分47秒で優勝。9年ぶりに日本記録を更新した[158]。またこの大会で4位に終わった谷井孝行（自衛隊）が現役引退を表明した[159]。
  - スペイン・バレンシアで行われたハーフマラソン男子で、アブラハム・キプトゥム（ ケニア）がこれまでの記録を5秒更新する58分18秒の世界新記録を樹立[160]。
- 31日 - 【競泳】 本年3月に行った抜き打ちのドーピング検査で薬物の陽性反応を示したとして、国際水泳連盟が古賀淳也（第一三共）を10月25日付けで4年間の資格停止処分にしていたことがこの日判明。古賀は8月の公聴会の場で「意図的に薬物を摂取した覚えはない」と主張したが認められなかった[161]。古賀は「承服できない」として11月2日付で代理人を通じてスポーツ仲裁裁判所（CAS）に不服申し立てを行った[162]。

### 11月
- 2日 - 【ラグビー】 この日複数のメディアがトップリーグに加盟する東芝ブレイブルーパスが経営再建の一環としてリーグから撤退し、他社に運営権を譲る検討に入ったと報道したが[163]、東芝はチームの公式サイト上で「報道されているような事実はありません」として撤退を否定した[164][165]。
- 9日 - 【トランポリン】 2018年世界トランポリン競技選手権大会（英語版）（ ロシア・サンクトペテルブルク）女子シンクロナイズド決勝にて、森ひかる（トランポリン金沢学院大学クラブ）&宇山芽紅（スポーツクラブ テン・フォーティー）ペアが48.340点で1位となり、日本女子として初となる世界選手権金メダルを獲得した[166]。
- 14日 - 【ゴルフ】 2019年1月に72歳になる男子プロゴルフの尾崎将司が、宮崎県宮崎市・フェニックスCCで現役続行を表明[167]。
- 15日 - 【ゴルフ】 男子プロゴルフ『ダンロップフェニックストーナメント』（宮崎県宮崎市・フェニックスCC）第1ラウンドの14番ホール（パー4）で、松山英樹と星野陸也が第2打を互いのボールを間違って打つ「誤球」で2打罰を課され、共にダブルボギーとなる珍事。両者は同じメーカーのボールを使用しており、またボールが近い距離にあったことも災いした[168][169]。ラウンド終了後、松山と星野は互いに「申し訳ない」と謝罪した[170]。
- 20日 - 【ゴルフ】 全米プロゴルフ協会及びJGTOがこの日、都内で合同記者会見を開き、ファッション通販サイト『ZOZO』をスポンサーとして2019年から6年間の契約を結び、日本で初となるPGAツアー公認トーナメント『ZOZO CHAMPIONSHIP』（賞金総額：975万ドル【約11億円】）を日米両国の共同により開催することを発表[171]。2019年の第1回大会は同年10月24日から4日間、千葉県印西市・習志野カントリークラブにて開催することを同時に発表した[171][172][173]。

### 12月
- 5日・27日 - 【バドミントン】 日本女子バドミントン界の第一人者で、2017年世界選手権並びに2016年全英オープン女子シングルス王者である奥原希望が、『2013年に入社した所属先の日本ユニシスを2018年12月末日で退社し、2019年1月から個人活動選手として新たなスタートを切る』ことを、奥原のマネジメントを担当しているスポーツ・エージェントSFIDAから発表された[174][175]。その後奥原は27日に東京都内で行った記者会見で、『2019年1月1日付で太陽ホールディングス（化学メーカー）と所属契約を結び、プロバドミントン選手として活動を開始する』ことを発表した[176][177]。
- 8日 - 【ラグビー】 第56回日本ラグビーフットボール選手権大会（兼ジャパンラグビートップリーグ2018-2019総合順位決定トーナメント）準決勝のサントリーサンゴリアス 対 ヤマハ発動機ジュビロ戦（東京都港区・秩父宮ラグビー場）で、両チームが正規試合の80分を終えて25-25の引き分けとなったため、大会規定により日本ラグビーの公式戦では異例となる『先に点を入れたチームがその時点で勝利となる』サドンデス方式での延長戦（前後半5分、計10分間）が行われ、延長前半5分にヤマハの反則でサントリーがペナルティーキックのチャンスを得て、マット・ギタウ（サントリー）がペナルティーキックを決めて28-25と勝ち越し、勝利を収めた[178]。
- 16日 - 【ボクシング】 日本ボクシング連盟は東京都内で総会を開き、前日の15日に行われた理事会での提案による前会長の山根明の除名処分を承認。今後は山根側からの弁明の機会を設けた上で、2019年2月の総会で正式に決議される[179]。
- 18日 - 【ゴルフ】 JLPGAはこの日、2019年度ツアー競技大会日程の発表を実施した[180]。しかし同協会が『2019年以降のJLPGAツアー競技大会のテレビ中継放映権について（協会で）一括管理する』との姿勢に対してワールドレディスチャンピオンシップ（公式戦）を主催する日本テレビ（NTV）が反発し、協会と同社との協議が決裂したことにより、2019年度について日本テレビ及び同社系列局が主催する3大会[注釈 6] から撤退することとなった[181]。なお公式戦のワールドレディスチャンピオンシップについては『LPGAウィメンズチャンピオンシップ』（仮称）として開催される予定[180][181]。その後、中止となった3大会のうち「ミヤギテレビ杯ダンロップ女子オープン」を主催するミヤギテレビがJLPGAに対して開催を前提とした協議の再開を申し入れたことが27日に判明した[182]。
- 19日 - 【アイスホッケー】 アジアリーグに所属する日本製紙クレインズが、親会社・日本製紙の経営合理化のため2019年3月限りで廃部することを発表。廃部は12月11日に決定した[183]。
- 20日 - 【陸上競技】 日本実業団陸上競技連合が、他チームへ移籍した選手について「前所属先から退職証明書を交付された者（円満移籍者）でなければ競技に出場できない」とされていることについて公正取引委員会が「独占禁止法第8条に抵触する可能性がある」として調査し始めたことが判明。連合は調査に入ったことを認めた上で「以前チーム間同士の引き抜きがあり、批判を受けたことからこのような規定にした」と弁明した[184]。

## アメリカンフットボール

### 米国の大会
- 第52回スーパーボウル（2月4日、ミネソタ州ミネアポリス・USバンク・スタジアム）
  - フィラデルフィア・イーグルス（NFC東地区、初制覇） 41-33 ニューイングランド・ペイトリオッツ（AFC東地区）[185]

### 日本の大会
- 第71回ライスボウル（1月3日、東京都文京区・東京ドーム）
  - 富士通フロンティアーズ（社会人代表、2年連続3度目） 37-9 日本大学フェニックス（学生代表）[186]
- 第73回毎日甲子園ボウル（12月16日、兵庫県西宮市・阪神甲子園球場）
  - 関西学院大学ファイターズ（関西学生代表、2年ぶり29度目） 37-20 早稲田大学ビッグベアーズ（関東学生代表）[187]
- 第32回ジャパンエックスボウル（12月17日、東京ドーム）
  - 富士通フロンティアーズ（3年連続4度目） 35-18 IBMビッグブルー[188]

## オートレース
SG・特別GIの優勝者についてのみまとめるものとする。
- SG第31回全日本選抜オートレース（1月6日〜10日、飯塚オートレース場）優勝:鈴木圭一郎[189]
- G1第28回プレミアムカップオートレース（3月21日〜25日、山陽オートレース場）優勝:永井大介[190]
- SG第37回オールスターオートレース（4月26日〜30日、飯塚オートレース場）優勝:佐藤貴也[191]

## テニス

### グランドスラム
- 全豪オープン（1月15日 - 28日）
  - 男子シングルス優勝：ロジャー・フェデラー（ スイス）（2年連続6回目）[192]
  - 女子シングルス優勝：キャロライン・ウォズニアッキ（ デンマーク）（初優勝）[193]
  - 男子ダブルス優勝：オリバー・マラハ（ オーストリア）&マテ・パビッチ（ クロアチア）（初優勝）[194]
  - 女子ダブルス優勝：ティメア・バボシュ（ ハンガリー）&クリスティナ・ムラデノビッチ組（ フランス）（初優勝）[195]
  - 混合ダブルス優勝：マテ・パビッチ（ クロアチア）&ガブリエラ・ダブロウスキー組（ カナダ）[196]
- 全仏オープン（5月27日 - 6月10日）
  - 男子シングルス優勝：ラファエル・ナダル（ スペイン）（2年連続11回目）[197]
  - 女子シングルス優勝：シモナ・ハレプ（ ルーマニア）（初優勝）[198]
  - 男子ダブルス優勝：ピエール＝ユーグ・エルベール&ニコラ・マユ組（ フランス）（初優勝）[199]
  - 女子ダブルス優勝：バルボラ・クレイチコバ&カテリナ・シニアコバ組（ チェコ）（初優勝）[200]
  - 混合ダブルス優勝：イワン・ドディグ（ クロアチア）&詹詠然組（ チャイニーズタイペイ）（初優勝）[201]
- ウインブルドン選手権（7月2日 -15日 ）
  - 男子シングルス優勝：ノバク・ジョコビッチ（ セルビア）（3年ぶり4回目）[202]
  - 女子シングルス優勝：アンゲリク・ケルバー（ ドイツ）（初優勝）[203]
  - 男子ダブルス優勝：マイク・ブライアン&ジャック・ソック組（ アメリカ合衆国）（初優勝）[204]
  - 女子ダブルス優勝：バルボラ・クレイチコバ&カテリナ・シニアコバ（ チェコ）（初優勝）[205]
  - 混合ダブルス優勝：アレクサンダー・ペヤ（ オーストリア）&ニコール・ メリチャー（ アメリカ合衆国）（初優勝）[206]
- 全米オープン（8月27日 - 9月9日）
  - 男子シングルス優勝：：ノバク・ジョコビッチ（ セルビア）（3年ぶり3回目）[207]
  - 女子シングルス優勝：大坂なおみ（ 日本）（初優勝）[208]
  - 男子ダブルス優勝：マイク・ブライアン&ジャック・ソック組（ アメリカ合衆国）（初優勝）[209]
  - 女子ダブルス優勝：ココ・バンダウェイ（ アメリカ合衆国）&アシュリー・バーティ組（ オーストラリア）（初優勝）[210]
  - 混合ダブルス優勝：ジェイミー・マリー（ イギリス）&ベサニー・マテック＝サンズ（ アメリカ合衆国）（初優勝）[211]

## ラグビー

### 第55回日本選手権
- 第55回日本ラグビーフットボール選手権大会兼トップリーグ決勝トーナメント・決勝（1月13日、東京都港区・秩父宮ラグビー場）
  - サントリーサンゴリアス（2年連続8度目） 12-8 パナソニック ワイルドナイツ[212]

### 第56回日本選手権
- 第56回日本ラグビーフットボール選手権大会兼トップリーグ決勝トーナメント・決勝（12月15日、秩父宮ラグビー場）
  - 神戸製鋼コベルコスティーラーズ（18季ぶり10度目） 55-5 サントリーサンゴリアス[213]

### 日本の学生ラグビー
- 第54回全国大学ラグビーフットボール選手権大会・決勝（1月7日、秩父宮ラグビー場）
  - 帝京大学（9年連続9度目） 21-20 明治大学[214]
- 第97回全国高等学校ラグビーフットボール大会・決勝（1月8日、大阪府東大阪市・東大阪市花園ラグビー場）
  - 東海大学付属仰星高等学校（大阪第2地区代表、2大会ぶり5度目） 27-20 大阪桐蔭高等学校（大阪第1地区代表）[215]

## ボクシング

### 日本のジム所属選手の世界戦
| 開催日   | 会場                                                                      | タイトル種別                                           | 統括団体 | 対戦者                                           | 結果             | 対戦者                                                                       |
| -------- | ------------------------------------------------------------------------- | ------------------------------------------------------ | -------- | ------------------------------------------------ | ---------------- | ---------------------------------------------------------------------------- |
| 1月27日  | アメリカ合衆国・カリフォルニア州イングルウッド ザ・フォーラム             | WBA世界ライト級 タイトルマッチ                         | WBA      | ホルヘ・リナレス （王者/ ベネズエラ）            | ☆判定3-0★        | メルシト・ヘスタ （15位/ フィリピン）                                        |
| 2月4日   | 沖縄県那覇市 沖縄県立武道館                                               | WBC世界フライ級 タイトルマッチ                         | WBC      | 比嘉大吾 （王者/白井・具志堅）                   | ☆初回2分32秒KO★  | モイセス・フェンテス （9位/ メキシコ）                                       |
| 2月17日  | アルゼンチン                                                              | IBF女子世界スーパーフライ級 タイトルマッチ             | IBF      | ぬきてるみ （1位/井岡弘樹）                      | ★判定0-3☆        | デボラ・ドィオニシウス （王者/ アルゼンチン）                                |
| 2月28日  | 東京都文京区 後楽園ホール                                                 | WBA世界スーパーバンタム級 タイトルマッチ               | WBA      | 松本亮 （11位/大橋）                             | ★判定0-3☆        | ダニエル・ローマン （王者/ アメリカ合衆国）                                  |
| 3月1日   | 東京都墨田区 両国国技館                                                   | IBF世界スーパーバンタム級 タイトルマッチ               | IBF      | 岩佐亮佑 （王者/セレス）                         | ☆判定3-0★        | エルネスト・サウロン （13位/ フィリピン）                                    |
| 3月1日   | 東京都墨田区 両国国技館                                                   | WBC世界バンタム級 タイトルマッチ                       | WBC      | 山中慎介 （1位/帝拳）                            | ★2回1分3秒TKO☆   | ルイス・ネリ （前王者/ メキシコ）                                            |
| 3月8日   | 東京都文京区 後楽園ホール                                                 | WBO女子世界ライトフライ級 王座決定戦                   | WBO      | 天海ツナミ （WBA女子世界バンタム級7位/アルファ） | ☆8回終了時TKO★   | チャオズ箕輪 （ワタナベ）                                                    |
| 3月8日   | 東京都文京区 後楽園ホール                                                 | WBO女子世界ミニフライ級 タイトルマッチ                 | WBO      | 江畑佳代子 （王者/ワタナベ）                     | ☆判定2-0★        | パク・ジヒョン （WBC女子世界アトム級3位/ 韓国）                              |
| 3月10日  | ドイツ・バーデン＝ヴュルテンベルク州カールスルーエ パラゾ・アリーナ       | WBO女子世界スーパーフライ級 王座決定戦                 | WBO      | 小澤瑶生 （WBC女子15位/フュチュール）            | ★判定0-3☆        | ラージャ・アマーシャ （ ドイツ）                                             |
| 3月18日  | 兵庫県神戸市中央区 神戸ポートピアホテル大輪田の間                         | WBA世界ライトフライ級 王座決定戦                       | WBA      | 小西伶弥 （2位/真正）                            | ★判定0-3☆        | カルロス・カニサレス （1位/ ベネズエラ）                                     |
| 3月18日  | 兵庫県神戸市中央区 神戸ポートピアホテル大輪田の間                         | WBO世界ミニマム級 タイトルマッチ                       | WBO      | 山中竜也 （王者/真正）                           | ☆8回終了時TKO★   | モイセス・カジェロス （4位/ メキシコ）                                       |
| 4月15日  | 神奈川県横浜市港北区 横浜アリーナ                                         | WBC世界フライ級 タイトルマッチ                         | WBC      | 比嘉大吾 （前王者/白井・具志堅）                 | ★9回1分14秒TKO☆  | クリストファー・ロサレス （2位/ ニカラグア）                                 |
| 4月15日  | 神奈川県横浜市港北区 横浜アリーナ                                         | WBA世界ミドル級 タイトルマッチ                         | WBA      | 村田諒太 （王者/帝拳）                           | ☆8回2分56秒TKO★  | エマヌエーレ・ブランダムラ （6位/ イタリア）                                 |
| 5月12日  | アメリカ合衆国・ニューヨーク州ニューヨーク マディソン・スクエア・ガーデン | WBA世界ライト級 タイトルマッチ                         | WBA      | ホルヘ・リナレス （王者/ ベネズエラ）            | ★10回2分8秒TKO☆  | ワシル・ロマチェンコ · （WBO世界スーパーフェザー級王者/ ウクライナ）         |
| 5月20日  | 東京都大田区 大田区総合体育館                                             | WBAスーパー世界・ IBF世界ライトフライ級 タイトルマッチ | WBA・IBF | 田口良一 （WBAスーパー・IBF王者/ワタナベ）       | ★判定0-3☆        | ヘッキー・ブドラー （IBF6位/ 南アフリカ共和国）                              |
| 5月20日  | 東京都大田区 大田区総合体育館                                             | IBF世界ミニマム級 タイトルマッチ                       | IBF      | 京口紘人 （王者/ワタナベ）                       | ☆判定3-0★        | ビンス・パラス （IBF世界ライトフライ級10位/ フィリピン）                     |
| 5月25日  | 東京都大田区 大田区総合体育館                                             | WBC世界ライトフライ級 タイトルマッチ                   | WBC      | 拳四朗 （王者/B.M.B）                            | ☆2回1分58秒KO★   | ガニガン・ロペス （1位/ メキシコ）                                           |
| 5月25日  | 東京都大田区 大田区総合体育館                                             | WBA世界バンタム級 タイトルマッチ                       | WBA      | 井上尚弥 （2位/大橋）                            | ☆1回1分52秒TKO★  | ジェームス・マクドネル （王者/ イギリス）                                    |
| 7月13日  | 兵庫県神戸市中央区 神戸市立中央体育館                                     | WBO世界アジアパシフィックライトフライ級 王座決定戦     | WBO      | 小西怜弥 （2位/真正）                            | ☆12回1分6秒KO★   | オーリー・シルベストレ （5位/ フィリピン）                                   |
| 7月13日  | 兵庫県神戸市中央区 神戸市立中央体育館                                     | WBO世界ミニマム級 タイトルマッチ                       | WBO      | 山中竜也 （王者/真正）                           | ★判定0-3☆        | ビック・サルダール （3位/ フィリピン）                                       |
| 7月27日  | 中国・青島市 青島体育センター国信体育館                                   | WBO世界フライ級 タイトルマッチ                         | WBO      | 木村翔 （王者/青木）                             | ☆6回0分54秒KO★   | フローイラン・サルダール （4位/ フィリピン）                                 |
| 7月28日  | アメリカ合衆国・フロリダ州キシミー キシミー・シビックセンター             | WBO世界スーパーフェザー級 王者決定戦                   | WBO      | 伊藤雅雪 （2位/伴流）                            | ☆判定3-0★        | クリストファー・ディアス （1位/ プエルトリコ）                               |
| 7月29日  | 沖縄県宜野湾市 沖縄コンベンションセンター                                 | WBO女子世界ライトフライ級 タイトルマッチ               | WBO      | 天海ツナミ （王者/山木）                         | ☆4回1分33秒TKO★  | グレッチェン・アバニエル （ フィリピン）                                     |
| 7月29日  | 京都府京都市上京区 KBSホール                                              | WBO女子世界アトム級 タイトルマッチ                     | WBO      | 岩川美花 （王者/高砂）                           | ☆判定2-1★        | 池山直 （WBC女子1位/フュチュール）                                           |
| 8月11日  | メキシコ・メキシコシティ アレナ・シウダ・デ・メヒコ                       | WBC女子世界バンタム級 タイトルマッチ                   | WBC      | ぬきてるみ （井岡弘樹）                          | ★判定0-3☆        | マリアナ・フアレス （王者/ メキシコ）                                        |
| 8月15日  | 東京都文京区 後楽園ホール                                                 | IBF世界スーパーバンタム級 タイトルマッチ               | IBF      | 岩佐亮佑 （王者/セレス）                         | ★判定0-3☆        | テレンス・ジョン・ドヘニー （1位/ アイルランド）                             |
| 8月25日  | アメリカ合衆国・アリゾナ州グレンデール ヒラ・リバー・アリーナ             | WBO世界スーパーバンタム級 タイトルマッチ               | WBO      | 大竹秀典 （6位/金子）                            | ★初回2分18秒TKO☆ | アイザック・ドグボエ （王者/ ガーナ）                                        |
| 9月11日  | 東京都文京区 後楽園ホール                                                 | WBC世界バンタム級 指名挑戦者決定戦                     | WBC      | 井上拓真 （10位/大橋）                           | ☆判定3-0★        | マーク・ジョン・ヤップ （3位/ フィリピン）                                   |
| 9月14日  | 東京都文京区 後楽園ホール                                                 | WBA女子世界フライ級 王座統一戦                         | WBA      | 藤岡奈穂子 （王者/竹原&畑山）                    | ☆判定3-0★        | イルマ・サンチェス （暫定王者/ メキシコ）                                    |
| 9月24日  | 愛知県名古屋市港区 武田テバオーシャンアリーナ                             | WBO世界フライ級 タイトルマッチ                         | WBO      | 木村翔 （王者/青木）                             | ★判定0-2☆        | 田中恒成 （1位/畑中）                                                        |
| 9月29日  | 東京都文京区 後楽園ホール                                                 | IBF女子世界アトム級 王座決定戦                         | IBF      | 黒木優子 （YuKO）                                | ★判定1-2☆        | 花形冴美 （WBC女子2位・WBO女子8位/花形）                                     |
| 10月7日  | 神奈川県横浜市港北区 横浜アリーナ                                         | WBC世界ライトフライ級 タイトルマッチ                   | WBC      | 拳四朗 （王者/B.M.B）                            | ☆7回2分47秒TKO★  | ミラン・メリンド （5位/ フィリピン）                                         |
| 10月7日  | 神奈川県横浜市港北区 横浜アリーナ                                         | WBA世界バンタム級 タイトルマッチ                       | WBA      | 井上尚弥 （王者/大橋）                           | ☆1回1分10秒KO★   | ファン・カルロス・パヤノ （元WBA世界バンタム級スーパー王者/ ドミニカ共和国） |
| 10月20日 | アメリカ合衆国・ネバダ州ラスベガス MGMパーク・シアター                    | WBA世界ミドル級 タイトルマッチ                         | WBA      | 村田諒太 （王者/帝拳）                           | ★判定0-3☆        | ロブ・ブラント （3位/ アメリカ合衆国）                                       |
| 11月10日 | 東京都文京区 後楽園ホール                                                 | IBF世界スーパーフライ級 挑戦者決定戦                   | IBF      | 船井龍一 （3位/ワタナベ）                        | ☆2回2分9秒TKO★   | ビクター・エマニュエル・オリボ （7位/ メキシコ）                             |
| 11月12日 | 東京都文京区 後楽園ホール                                                 | WBC世界スーパーバンタム級 暫定王座決定戦               | WBC      | 亀田和毅 （2位/協栄）                            | ☆判定3-0★        | アビゲイル・メディナ （1位/ スペイン）                                       |
| 11月17日 | メキシコ・プエブラ州プエブラ                                              | WBC女子世界フライ級 タイトルマッチ                     | WBC      | チャオズ箕輪 （ワタナベ）                        | ★判定0-3☆        | イベス・サモラ （ メキシコ）                                                 |
| 11月20日 | 東京都文京区 後楽園ホール                                                 | WBA女子世界アトム級 暫定王座決定戦                     | WBA      | 宮尾綾香 （3位/ワタナベ）                        | ☆判定3-0★        | 池山直 （8位/フュチュール）                                                  |
| 12月1日  | 大阪府大阪市浪速区 エディオンアリーナ大阪第2競技場                        | WBO女子世界ミニマム級 タイトルマッチ                   | WBO      | 江畑佳代子 （王者/ワタナベ）                     | ★判定0-3☆        | 多田悦子 （2位/真正）                                                        |
| 12月30日 | 東京都大田区 大田区総合体育館                                             | WBC世界ライトフライ級 タイトルマッチ                   | WBC      | 拳四朗 （王者/B.M.B）                            | ☆判定3-0★        | サウル・フアレス （7位/ メキシコ）                                           |
| 12月30日 | 東京都大田区 大田区総合体育館                                             | WBC世界バンタム級 暫定王座決定戦                       | WBC      | 井上拓真 （5位/大橋）                            | ☆判定3-0★        | ペッチ・CPフレッシュマート （2位/ タイ）                                     |
| 12月30日 | 東京都大田区 大田区総合体育館                                             | WBO世界スーパーフェザー級 タイトルマッチ               | WBO      | 伊藤雅雪 （王者/伴流）                           | ☆7回2分11秒TKO★  | エフゲニー・チュプラコフ （1位/ ロシア）                                     |
| 12月31日 | マカオ ウィンパレスホテル                                                 | IBF世界フライ級 タイトルマッチ                         | IBF      | 坂本真宏 （14位/六島）                           | ★10回終了時TKO☆  | モルティ・ムザラネ （王者/ 南アフリカ共和国）                                |
| 12月31日 | マカオ ウィンパレスホテル                                                 | WBA世界ライトフライ級 王座決定戦                       | WBA      | 京口紘人 （1位/ワタナベ）                        | ☆10回終了時TKO★  | ヘッキー・ブドラー （スーパー王者/ 南アフリカ共和国）                        |
| 12月31日 | マカオ ウィンパレスホテル                                                 | WBO世界スーパーフライ級 王座決定戦。                   | WBO      | 井岡一翔 （3位/SANKYO）                          | ★判定1-2☆        | ドニー・ニエテス （1位/ フィリピン）                                         |

統括団体について
- WBA…世界ボクシング協会
- WBC…世界ボクシング評議会
- IBF…国際ボクシング連盟
- WBO…世界ボクシング機構

## モータースポーツ (自動車)
- 第86回ル・マン24時間耐久自動車レース決勝（6月16日・17日、フランス・サルト・サーキット/1周13.626 km）[104][255]
  - 総合優勝・LMP1クラス優勝：トヨタ・TS050 HYBRID 8号車（中嶋一貴・フェルナンド・アロンソ・セバスチャン・ブエミ） 388周
  - LMP2クラス優勝：オレカ・07ギブソン 26号車 369周
  - LM-GTEプロクラス優勝：ポルシェ・911RSR 92号車 343周
  - LM-GTEアマクラス優勝：ポルシェ・911RSR 77号車 334周
- FIA F1世界選手権シリーズ
  - ドライバーズ・チャンピオン：ルイス・ハミルトン（ イギリス・メルセデスAMG F1、2年連続5度目）[256]
  - コンストラクターズ・チャンピオン：メルセデスAMG F1（5年連続5度目）[257]
  - 日本グランプリ（10月5日 - 7日、三重県鈴鹿市・鈴鹿サーキット/決勝5.807 km×53周）[258]
    - 優勝：ルイス・ハミルトン（ イギリス・メルセデスAMG F1） 1時間27分17秒062（2年連続5度目）[259][260]

## 体操
- 第72回全日本体操競技個人総合選手権大会（4月27日〜29日、東京体育館）
男子個人総合優勝: 谷川翔（順天堂大学）192.496（初優勝）[261]
女子個人総合優勝: 村上茉愛（日体大）112.398（3年連続3回目）[262]
- 第57回NHK杯体操選手権（5月19日〜20日、東京体育館）
男子個人総合優勝: 内村航平（リンガーハット）86.955（258.629）（内村は全日本選手権の持ち点を入れた点数）（10年連続10回目）[263]
女子個人総合優勝: 村上茉愛（日本体育大学）56.132（168.530）（内は全日本選手権の持ち点を入れた点数）（2年連続2回目）[264]

## 柔道

### 日本国内
- 第33回 皇后盃全日本女子柔道選手権大会（4月22日、横浜文化体育館）
  - 優勝: 素根輝（福岡・南筑高校）（初優勝）[265]
- 全日本柔道選手権大会（4月29日、日本武道館）
優勝: 原沢久喜（JRA）（3年ぶり2回目）[266]

## 卓球
- 世界卓球選手権
- 全日本卓球選手権大会（1月15日 - 21日、東京体育館）
  - 男子シングルス優勝：張本智和（JOCエリートアカデミー/稲付中）（初優勝／男女シングルス通じ最年少優勝）[267]
  - 女子シングルス優勝：伊藤美誠 （スターツSC）（初優勝）[268]
  - 男子ダブルス優勝：水谷隼&大島祐哉（木下グループ）（初優勝）[269]
  - 女子ダブルス優勝：伊藤美誠（スターツSC） &早田ひな（日本生命）（初優勝）[270]
  - 混合ダブルス優勝：森薗政崇（明治大学）&伊藤美誠（スターツSC）（初優勝）[271]
- Tリーグ

## ゴルフ
※公式戦のみ記載。

### 全米プロゴルフ協会（PGA）
- マスターズ・トーナメント（4月5日 - 8日、ジョージア州オーガスタ・オーガスタ・ナショナルGC/7435Yards, Par72）
  - 優勝：パトリック・リード（ アメリカ合衆国） -15（273） ※メジャー初制覇[272]
    - 日本勢最高は松山英樹の-3（285）で19位タイ[272]
- 第118回全米オープン（6月14日 - 17日、ニューヨーク州サウサンプトン・シネコックヒルズGC/7445Yards, Par70）
  - 優勝：ブルックス・ケプカ（ アメリカ合衆国） +1（281） ※同大会29年ぶりとなる大会連覇（メジャー2勝目）[273]
    - 日本勢で唯一予選を通過した松山英樹は+10（290）で16位タイ[273]
- 第147回全英オープン（7月19日 - 22日、 スコットランド・カーヌスティリンクス/7402Yards, Par71）
  - 優勝：フランチェスコ・モリナリ（ イタリア） -8（276） ※メジャー初制覇かつイタリア人選手史上初の全英制覇[274]
    - 日本勢最高は小平智の+1（285）で35位タイ[275]
- 第100回全米プロゴルフ選手権（8月9日 - 12日、ミズーリ州セントルイス・ベルリーブCC/7316Yards, Par70）
  - 優勝：ブルックス・ケプカ（ アメリカ合衆国） -16（264） ※今大会初優勝（メジャー3勝目）[276]
    - 日本勢最高は松山英樹の-4（276）で35位タイ[276]

### 全米女子プロゴルフ協会（USLPGA）
- ANAインスピレーション（3月29日 - 4月2日、カリフォルニア州ランチョミラージュ・ミッションヒルズCC/6763Yards, Par72）
  - 優勝：ペルニラ・リンドベリ（英語版）（ スウェーデン） -15（273） ※朴仁妃（ 韓国）、ジェニファー・ソン（英語版）（ アメリカ合衆国）とのプレーオフを制してメジャー初制覇[277][278]
    - 日本勢最高は上原彩子の-12（276）で8位タイ[277]
      - 本来なら4月1日で終了する予定だったが、リンドベリと朴のプレーオフ[注釈 7] が4ホール終了時点で日没サスペンデッドとなり、翌日通算8ホール目で決着が付いた[277][278]。
- 第73回全米女子オープン（5月31日 - 6月3日、アラバマ州バーミングハム・ショールクリークCC/6732Yards, Par72）
  - 優勝：アリヤ・ジュタヌガーン（ タイ） -11（277） ※金孝周（ 韓国）とのプレーオフを制し今大会初優勝（メジャー2勝目）[279]
    - 日本勢最高は畑岡奈紗のEVEN（288）で10位タイ[279]
- KPMG女子PGA選手権（6月28日 - 7月1日、イリノイ州キルディア・ケンパーレイクGC/6741Yards, Par72）
  - 優勝：朴城炫（パク・ソンヒョン、 韓国） -10（278）※畑岡奈紗、柳簫然（ 韓国）とのプレーオフを制して今大会初優勝（メジャー2勝目）[280][281]
- 全英リコー女子オープン（8月2日 - 5日、 イギリス・ロイヤルリザム・アンド・セントアンズGC/6585Yards, Par72）
  - 優勝：ジョージア・ホール（ イングランド） -17（271） ※USLPGAツアー初優勝がメジャー大会の快挙[282]
    - 日本勢最高は比嘉真美子の-9（279）で4位タイ。来季出場権獲得[282]
- エビアン選手権（9月13日 - 16日、 フランス・エビアンリゾートGC/6523Yards, Par71）
  - 優勝：アンジェラ・スタンフォード（英語版）（ アメリカ合衆国） -12（272）※メジャー初制覇[283]
    - 日本勢で唯一予選を通過した畑岡奈紗は-6（278）で16位タイ[283]

### 日本ゴルフツアー機構（JGTO）
- 賞金王
  - 今平周吾（ 日本） 1億3911万9332円（初）[284]
- 公式戦
  - 第86回日本プロゴルフ選手権大会（5月11日 - 13日、千葉県長生郡睦沢町・房総CC房総ゴルフ場/7324Yards, Par72）
    - 優勝：谷口徹（ 日本） -6（282） ※藤本佳則（ 日本）とのプレーオフを制して今大会6年ぶり3度目の優勝（日本メジャー5勝目）[74]

  - 第19回日本ゴルフツアー選手権（5月31日 - 6月3日、茨城県笠間市・宍戸ヒルズCC西コース/7384Yards, Par71）
    - 優勝：市原弘大 （ 日本） -12（272） ※ツアー初優勝が日本男子メジャー初制覇の快挙[285]

  - 第83回日本オープンゴルフ選手権競技（10月11日 - 14日、神奈川県横浜市保土ケ谷区・横浜CC/7257Yards, Par71）
    - 優勝：稲森佑貴（ 日本） -14（270） ※ツアー初優勝が日本男子メジャー初制覇の快挙[286]

  - 第55回ゴルフ日本シリーズ（11月29日 - 12月2日、東京都稲城市・東京よみうりCC/7023Yards, Par70）
    - 優勝：小平智（ 日本） -8（272） ※石川遼（ 日本）、黄重坤（英語版）（ハン・ジュンゴン、 韓国）とのプレーオフを制して今大会初優勝（日本男子メジャー3勝目）[284][287]

### 日本女子プロゴルフ協会（JLPGA）
- 賞金女王
  - アン・ソンジュ（ 韓国） 1億8078万4885円[288]（4年ぶり4度目）[289]
- 公式戦
  - 第46回ワールドレディスチャンピオンシップ（5月3日 - 6日、茨城県つくばみらい市・茨城GC西コース/6715Yards, Par72）
    - 優勝：申智愛（ 韓国） -3（285） ※今大会初優勝（日本メジャー2勝目）[290]
      - 日本勢最高は鈴木愛の-2（286）で2位[290]

  - 第51回日本女子プロゴルフ選手権大会（9月6日 - 9日、富山県射水市・小杉CC/6605Yards, Par72）
    - 優勝：申智愛（ 韓国） -16（272） ※今大会初優勝（日本メジャー3勝目）[291]
      - 日本勢最高は大出瑞月と濱田茉優の-5（283）で4位タイ[291]

  - 第51回日本女子オープンゴルフ選手権競技（9月27日 - 30日、千葉県野田市・千葉CC野田コース/6677Yards, Par72）
    - 優勝：柳簫然（ 韓国） -15（273） ※日本女子ツアー初優勝がメジャー大会の快挙[292]
      - 日本勢最高は畑岡奈紗の-12（276）で2位[292]

  - 第40回LPGAツアーチャンピオンシップ（11月22日 - 25日、宮崎県宮崎市・宮崎CC/6471Yards, Par72）
    - 優勝：申智愛（ 韓国） -11（277） ※ペ・ヒギョン（ 韓国）とのプレーオフを制して今大会3年ぶり2度目の優勝（日本メジャー4勝目）[293]
      - 日本勢最高は鈴木愛と比嘉真美子の-10 (278) で3位タイ[293]

## 競艇
SG・プレミアムGI・レディースチャレンジカップ競走・賞金女王シリーズ戦の優勝者についてのみまとめるものとする。
| グレード | 競走名                                                       | 開催競艇場 | 期間             | 優勝者               |
| -------- | ------------------------------------------------------------ | ---------- | ---------------- | -------------------- |
| GII      | 第2回レディースオールスター                                  | びわこ     | 3月6日 - 11日    | 中村桃佳（香川県）   |
| SG       | 第53回鳳凰賞競走（クラシック）                               | 浜名湖     | 3月16日 - 21日   | 井口佳典（三重県）   |
| GI       | 第19回名人戦競走（マスターズチャンピオン）                   | 福岡       | 4月17日 - 22日   | 渡邉英児（静岡県）   |
| SG       | 第45回記念笹川賞競走（オールスター）                         | 尼崎       | 5月22日 - 27日   | 中島孝平（福井県）   |
| SG       | 第28回グランドチャンピオン決定戦競走（グランドチャンピオン） | 徳山       | 6月19日 - 24日   | 白井英治（山口県）   |
| SG       | 第23回オーシャンカップ競走（オーシャン）                     | 若松       | 7月11日 - 16日   | 毒島誠（群馬県）     |
| GI       | 第32回女子王座決定戦競走（レディースチャンピオン）           | 桐生       | 7月31日 - 8月5日 | 山川美由紀（香川県） |
| SG       | 第64回モーターボート記念競走（メモリアル）                   | 若松       | 8月21日 - 27日   | 毒島誠（群馬県）     |
| GI       | 第5回記念ヤングダービー競走                                  | 浜名湖     | 9月18日 - 23日   | 関浩哉（群馬県）     |
| SG       | 第65回記念全日本選手権競走（ダービー）                       | 蒲郡       | 10月23日 - 28日  | 守田俊介（滋賀県）   |
| SG       | 第23回チャレンジカップ競走                                   | 芦屋       | 11月20日 - 25日  | 馬場貴也（滋賀県）   |
| GII      | 第4回レディースチャレンジカップ                              | 芦屋       | 11月20日 - 25日  | 守屋美穂（岡山県）   |

## 陸上競技

### マラソン

#### 総合
- 東京マラソン2018（2月25日、東京都新宿区・東京都庁前スタート→千代田区・東京駅前フィニッシュ）
  - 男子優勝：ディクソン・チュンバ（英語版）（ ケニア） 2時間05分30秒（4年ぶり2度目）[294]
  - 日本人最高：設楽悠太（Honda） 2時間06分11秒（2位・日本新記録・マラソングランドチャンピオンシップ（MGC）出場権獲得）[295]
  - 女子優勝：ベルハネ・ディババ（英語版）（ エチオピア） 2時間19分51秒（3年ぶり2度目）[296]
  - 日本人最高：吉冨博子（メモリード） 2時間30分16秒（6位）[296]

#### 男子
- 第67回別府大分毎日マラソン（2月4日、大分県大分市・大分マリーンパレス水族館（うみたまご）前スタート→大分市営陸上競技場フィニッシュ）
  - 優勝：デスモンド・モクゴブ（英語版）（ 南アフリカ共和国） 2時間09分31秒（初優勝）[297]
  - 日本人最高：園田隼（黒崎播磨） 2時間09分34秒（2位・MGC出場権獲得）[297]
- 第73回びわ湖毎日マラソン（3月4日、滋賀県大津市・皇子山陸上競技場発着）
  - 優勝：マチャリア・ディラング（ ケニア/愛知製鋼） 2時間07分53秒（初マラソンで初優勝の快挙）[298]
  - 日本人最高：中村匠吾（富士通） 2時間10分51秒（7位・MGC出場権獲得）[299]
- 第72回福岡国際マラソン（12月2日、福岡県福岡市中央区・平和台陸上競技場発着）
  - 優勝：服部勇馬（トヨタ自動車） 2時間07分27秒（マラソン初制覇・MGC出場権獲得）[300]

#### 女子
- 第37回大阪国際女子マラソン（1月28日、大阪府大阪市東住吉区・長居陸上競技場発着）
  - 優勝：松田瑞生（ 日本/ダイハツ） 2時間22分44秒（初マラソンで初優勝の快挙。MGC出場権獲得）[15]
- 名古屋ウィメンズマラソン2018（3月11日、愛知県名古屋市東区・ナゴヤドーム前スタート→ナゴヤドーム内フィニッシュ）
  - 優勝：メスケレム・アセファ（英語版）（ エチオピア） 2時間21分45秒（初出場で初優勝）[301]
  - 日本人最高：関根花観（日本郵政グループ） 2時間23分07秒（3位・MGC出場権獲得）[301]
- 第4回さいたま国際マラソン（12月9日、埼玉県さいたま市中央区・さいたまスーパーアリーナ発着)
  - 優勝：ダリラ・ゴサ（ バーレーン） 2時間25分35秒（初優勝）[302]
  - 日本人最高：今田麻里絵（岩谷産業） 2時間29分35秒（4位）[302]

### 駅伝

#### 男女同日開催
- 男子第69回・女子第30回全国高等学校駅伝競走大会（12月23日、京都府京都市右京区・西京極陸上競技場発着/男子7区間・42.195 km/女子5区間・21.0975 km）
  - 男子優勝：倉敷高等学校（岡山県代表） 2時間02分09秒（2年ぶり2度目）[303]
  - 女子優勝：神村学園高等学校（鹿児島県代表） 1時間07分25秒（初優勝）[304]

#### 男子
- 第62回全日本実業団対抗駅伝競走大会（1月1日、群馬県前橋市・群馬県庁前発着/7区間・100.0 km）
  - 優勝：旭化成（九州地区・宮崎県） 4時間52分18秒（2年連続23度目）[305]
- 第94回東京箱根間往復大学駅伝競走（1月2日・3日、東京都千代田区・読売新聞東京本社前⇔神奈川県足柄下郡箱根町・芦ノ湖往復/往路5区間・107.5 km/復路5区間・109.6 km）
  - 総合優勝：青山学院大学 10時間57分39秒（4年連続4度目）[306]
  - 往路優勝：東洋大学 5時間28分29秒（4年ぶり6度目）[307]
  - 復路優勝：青山学院大学 5時間28分34秒（4年連続4度目）[306]
- 第23回天皇盃全国都道府県対抗男子駅伝競走大会（1月21日、広島県広島市中区・広島平和記念公園前発着/7区間・48.0 km）
  - 優勝：埼玉県 2時間19分10秒（3年ぶり2度目）[308]
- 第30回出雲全日本大学選抜駅伝競走（10月8日、島根県出雲市・出雲大社正面鳥居前スタート→出雲ドーム前フィニッシュ/6区間・45.1 km）
  - 優勝：青山学院大学 2時間11分58秒（2年ぶり4度目）[309]
- 第50回全日本大学駅伝対校選手権大会（11月4日、愛知県名古屋市熱田区・熱田神宮西門前スタート→三重県伊勢市・伊勢神宮内宮宇治橋前フィニッシュ/8区間・106.8 km）
  - 優勝：青山学院大学 5時間13分11秒（2年ぶり2度目）[310]

#### 女子
- 第36回皇后盃全国都道府県対抗女子駅伝競走大会（1月14日、京都府京都市右京区・西京極陸上競技場発着/9区間・42.195 km）
  - 優勝：兵庫県 2時間15分28秒（14年ぶり4度目）[311]
- 第36回全日本大学女子駅伝対校選手権大会（10月28日、宮城県仙台市宮城野区・弘進ゴム アスリートパーク仙台スタート→青葉区・仙台市役所前市民広場フィニッシュ/6区間・38.0 km）
  - 優勝：名城大学 2時間05分26秒（2年連続3度目）[312]
- 第38回全日本実業団対抗女子駅伝競走大会（11月25日、宮城県宮城郡松島町・松島町文化観光交流館前スタート→仙台市宮城野区・弘進ゴム アスリートパーク仙台フィニッシュ/6区間・42.195 km）
  - 優勝：パナソニック 2時間15分22秒（大会連覇・2年連続2度目）[313]
- 第13回全日本大学女子選抜駅伝競走大会（12月30日、静岡県富士宮市・富士山本宮浅間大社前スタート→富士市・富士総合運動公園陸上競技場フィニッシュ/7区間・43.4 km）
  - 優勝：名城大学 2時間22分50秒（大会新記録・初優勝）[314]

## 死去

### 1月
- 4日
  - 星野仙一（岡山県、野球（楽天球団取締役副会長。元中日投手、中日・阪神・楽天監督。2017年に野球殿堂入り）、* 1947年）[315]
  - ダニエレ・ポルク（ イタリア、競馬（騎手。2017年の第37回ジャパンカップ騎乗のため来日した経験あり）、* 1983年）[316]
- 14日 - 夏木陽介（東京都、自動車（俳優業の傍らラリードライバーとして1985年・1986年にダカール・ラリーに出場。1987年から1993年までラリーチームの監督を務め篠塚建次郎らを輩出）、* 1936年）[317]
- 17日 - 中村和久（三重県、野球（元リッカーミシン硬式野球部監督・巨人スカウト部専任次長）、* 1947年）[318]
- 20日 - 住吉都（北海道、スピードスケート（2014年ソチ五輪女子短距離代表）、* 1987年）[319]
- 21日 - チャチャイ・チオノイ（ タイ、ボクシング〈WBA・WBC元世界フライ級王者〉、* 1942年）[320]
- 22日 - 片平晋作（大阪府、野球（元南海・西武・大洋内野手。西武一軍打撃コーチ・二軍監督・編成部長等を歴任）、* 1949年）[321]
- 26日 - 岡部幸明（島根県、競泳（1964年東京五輪競泳800メートルリレー銅メダリスト）、* 1941年）[322]
- 29日 - 園田義男（福岡県、柔道（1969年世界柔道選手権軽量級金メダリスト。その後谷亮子らを育てる）、* 1945年）[323]
- 31日 - ラスール・バトラー（ アメリカ合衆国、バスケットボール（元NBA選手。マイアミ・ヒート・ロサンゼルス・クリッパーズなどでプレー）、* 1979年）[324]

### 2月
- 12日 - 高倉照幸（熊本県、野球〈元西鉄・巨人・アトムズ外野手。1956年から1958年までの西鉄日本一3連覇に貢献〉、* 1934年）[325]
- 16日 - 井上喜久子（東京都、馬場馬術〈オリンピック3大会出場の元日本代表選手〉、* 1924年）[326]
- 19日 - セルゲイ・リトビノフ（ ソビエト連邦・ ロシア、陸上競技〈ハンマー投、1988年ソウルオリンピック陸上競技ハンマー投金メダリスト〉、* 1958年）[327]。
- 20日 - 伊達治一郎（大分県、レスリング・相撲〈1976年モントリオール五輪フリースタイル74kg級金メダリスト。国士舘大学相撲部監督を歴任〉、* 1952年）[328]

### 3月
- 1日 - ルイジ・タベリ（ スイス、モータースポーツ、* 1929年）[329]
- 3日 - ロジャー・バニスター（ イギリス、陸上競技〈1マイル競走元世界記録保持者〉、* 1929年）[330]
- 4日 - ダヴィデ・アストーリ（ イタリア、サッカー〈ACFフィオレンティーナ所属、同国代表〉、* 1987年）[331]
- 6日 - 水原理枝子（鳥取県、バレーボール〈元ユニチカ貝塚、日本女子代表〉、* 1956年）[332]
- 12日 - ケン・フラック（ アメリカ合衆国、テニス〈1988年ソウルオリンピック男子ダブルス金メダリスト、4大大会ダブルス6回優勝〉、* 1963年）[333]

### 4月
- 4日 - ジョニー・バリアント（ アメリカ合衆国、プロレス、* 1946年）[334]
- 8日 - ミハエル・ホーラールツ（英語版）（ ベルギー、ロードレース (自転車競技)、* 1994年）[335]
- 9日 - 後藤完夫（東京都、アメリカンフットボール（学生時代は選手として活躍。アメフト専門雑誌編集者の傍ら中継解説者として活躍）、* 1943年）[336]
- 18日 - ブルーノ・サンマルチノ（ アメリカ合衆国、プロレス（元WWWFヘビー級王者。「人間発電所」の異名を持つ。スタン・ハンセンがサンマルチノの頸椎を損傷させた『首折り事件』でも有名）、* 1935年）[337][338]
- 20日 - 渡辺えりか（北海道、女子プロレス〈元JWP女子プロレス所属。第12代JWPジュニア王者〉、* 1978年）[339]
- 23日 - 衣笠祥雄（京都府、野球〈元広島内野手。1987年に当時の連続試合出場新記録を更新、「鉄人」の愛称で知られる。1987年国民栄誉賞受賞、1996年野球殿堂入り〉、* 1947年）[340][341]
- 24日 - アンリ・ミシェル（ フランス、サッカー〈元FCナント所属選手、同国代表元選手・監督〉* 1947年）[342]
- 26日 - 石井義信（広島県、サッカー〈元東洋工業選手、フジタ工業元監督、元日本代表監督〉、* 1939年）[343]

### 5月
- 1日 - ウニベルソ・ドスミル（ メキシコ、プロレス〈リングネーム「ウニベルソ2000」〉、* 1963年）[344]
- 12日 - チャック・ノックス（英語版）（ アメリカ合衆国、アメリカンフットボール（元NFL・ロサンゼルス・ラムズ、シアトル・シーホークス、バッファロー・ビルズ監督。1973年・1980年・1984年の三度年間最優秀監督に選出）、* 1932年）[345]
- 20日 - 岩本洋（長崎県、バレーボール〈全日本女子、日立ベルフィーユ、小田急ジュノーなどで監督を務める〉、* 1947年）[346]
- 21日 - 栗城史多（北海道、登山〈過去7度エベレスト登頂に成功。2012年のエベレスト登頂で指を9本失う悲運に見舞われながら以後も8000メートル級の山岳を制覇〉、* 1982年）[347]

### 6月
- 5日 - 中村好夫（大阪府、競馬（元日本中央競馬会騎手・調教助手・調教師）、* 1930年）[348]
- 13日 - アン・ドノバン（ アメリカ合衆国、バスケットボール（元米国代表選手・監督。日本リーグ（現Wリーグ）・シャンソン化粧品でもプレー）、* 1961年）[349]
- 18日 - ビッグバン・ベイダー（ アメリカ合衆国、アメリカンフットボール・プロレス〈元NFL・ロサンゼルス・ラムズ選手。プロレスに転向後新日本プロレス・全日本プロレスで活躍。IWGPヘビー級・三冠ヘビー級王者〉、* 1955年）[350]
- 19日 - ヒューバート・グリーン（ アメリカ合衆国、ゴルフ〈PGA19勝、欧州1勝、JPGA2勝、全米オープン2勝など〉、* 1946年）[351][352]
- 20日（死去報道） - ピーター・トムソン（ オーストラリア、ゴルフ〈豪州出身選手として初の全英オープン覇者。同大会で三連覇を含む5勝を挙げる〉、* 1929年）[353]

### 7月
- 8日 - フランク・ラムジー（ アメリカ合衆国、バスケットボール（元NBA・ボストン・セルティックス選手。7度のファイナル制覇に貢献。「シックスマン」の元祖と言える人物。1981年バスケットボール殿堂入り）、* 1931年）[354]
- 11日 - リンディ・レミギノ（ アメリカ合衆国、陸上競技（1952年ヘルシンキ五輪男子100メートル・4×100mリレー金メダリスト）、* 1931年）[355]
- 13日 - 大塚徹（茨城県、野球〈サンケイアトムズ、南海ホークス捕手・内野手・外野手〉、* 1945年）[356]
- 14日 - マサ斎藤（東京都、日本の元プロレスラー〈元日本プロレス、国際プロレス所属〉、元アマチュアレスリング選手〈1964年東京オリンピック日本代表〉、* 1942年）[357]
- 19日 - デニス・テン（ カザフスタン、フィギュアスケート〈男子シングル 2015年四大陸フィギュアスケート選手権優勝、ソチオリンピック銅メダリスト〉、* 1993年）[358]
- 29日
  - ニコライ・ボルコフ（ クロアチア、 アメリカ合衆国、プロレス〈2005年WWE殿堂顕彰者〉、* 1947年）[359]
  - ブリックハウス・ブラウン（ アメリカ合衆国、プロレス、* 1958年）[360]
  - ブライアン・ローラー（ アメリカ合衆国、プロレス、* 1972年）[361]
- 31日 - 穴吹義雄（香川県、野球〈南海ホークス外野手・二軍監督〉、* 1933年）[362]

### 8月
- 7日 - スタン・ミキタ（ チェコスロバキア/ カナダ、アイスホッケー〈NHL・シカゴ・ブラックホークス所属〉、* 1940年）[363]
- 8日 - ジャロッド・ライル（英語版）（ オーストラリア、ゴルフ（2007年にPGAツアー参戦経験あり。白血病と闘いながら競技を続ける）、* 1981年）[364]
- 11日 - 岡田英津也（悦哉）（岡山県、野球〈元丸善石油選手、中日ドラゴンズ二軍監督〉、* 1930年）[365]
- 13日 - ジム・ナイドハート（ アメリカ合衆国、プロレス、* 1955年）[366]
- 14日 - 板井圭介（大分県、大相撲〈元小結、大鳴戸部屋所属。高鐵山の四股名を名乗った時期あり。大相撲八百長問題を告発し、裁判の中で自ら関与を認めたことで知られる〉、* 1956年）[367]
- 16日 - エレーナ・シュシュノワ（旧 ソビエト連邦、体操〈1988年ソウルオリンピック女子個人総合金メダリスト〉、* 1969年）[368]
- 21日 - ビジャノ3号（ メキシコ、プロレス〈元WWFライトヘビー級王者等〉、* 1952年）[369]
- 22日 - 新関善美（山形県、ゴルフ〈日本プロゴルフ協会理事。1988年ミズノOP・1989年日経カップ優勝〉、* 1954年）[370]

### 9月
- 9日 - フランク・アンダーソン（英語版）（ スウェーデン、レスリング・プロレス（84年ロス五輪グレコローマン90kg級銅メダリスト。プロレス転向後は新日本プロレスにも参戦）、* 1956年）[371]
- 12日 - 田辺義三（群馬県、野球〈元西鉄ライオンズ捕手・外野手・内野手〉、* 1937年）[372]
- 18日 - 山本“KID”徳郁（神奈川県、レスリング・総合格闘技、* 1977年）[373][374]
- 23日 - 滝内弥瑞生（福岡県、野球〈西鉄ライオンズ内野手、近鉄バファローズ二軍監督〉、* 1935年）[375]

### 10月
- 2日 - 金田留広（愛知県、野球〈元東映【現日本ハム】・ロッテ・広島投手、ロッテ二軍投手コーチ。1974年最多勝投手。元ロッテ監督・金田正一の実弟〉、* 1946年）[376]
- 4日 - カール・ミルテンバーガー（ 西ドイツ、ボクシング〈元EBU欧州ヘビー級王者〉、* 1937年）[377]
- 8日 - 輪島大士（石川県、大相撲・プロレス・アメリカンフットボール（第54代横綱。相撲協会退職後に全日本プロレス所属のプロレスラーに転向。プロレス引退後はアメフトの社会人チームの監督も歴任。またテレビのバラエティ番組等でも活躍した）、* 1948年）[378][379]
- 9日 - 手塚明治（長野県、野球〈元東京読売巨人軍・大洋ホエールズ内野手〉、* 1921年）[380]
- 13日 - ドン・レオ・ジョナサン（ アメリカ合衆国、プロレス（「人間台風」「モルモンの暗殺者」の異名で知られる。日本には日本プロレスや国際プロレスなどの参戦のため4度来日）、* 1931年）[381]
- 14日 - パトリック・バウマン（ スイス、バスケットボール〈国際バスケットボール連盟（FIBA）事務総長〉、* 1967年）[382]
- 15日 - ジョー・スタンカ（ アメリカ合衆国、野球〈元ホワイトソックス・南海【現ソフトバンク】投手。1964年最優秀選手及び日本シリーズMVPを獲得〉、* 1931年）[383]
- 17日 - 古川清蔵（鹿児島県、野球・競馬〈元中日・阪急【現オリックス】外野手。引退後に競馬評論家に転身〉、* 1922年）[384]
- 18日
  - ディック・スレーター（ アメリカ合衆国、プロレス〈元WCW世界タッグ王者〉、 * 1951年）[385]
  - 真木和（愛媛県、陸上競技〈現役時代はワコールに所属。元1万メートル日本記録保持者、1996年アトランタ五輪女子マラソン日本代表選手〉、* 1968年）[386]
- 10月23日 - 手崎弘行（東京都、ボクシング〈元プロボクサー、ボクシング審判員〉、* 1932年）[387]
- 25日 - サラ・アンツァネッロ（ イタリア、バレーボール〈元バレーボールイタリア女子代表〉、* 1980年）[388]
- 26日 - 森下整鎮（森下正夫）（福岡県、野球〈南海ホークス元内野手、中日ドラゴンズ元二軍監督など〉（* 1933年）[389]
- 29日 - 銅谷志朗（東京都、スポーツアナウンサー（元山陽放送・テレビ朝日アナウンサー。『大相撲ダイジェスト』を約20年担当。両国国技館内のミニFM「どすこいFM」のキャスターを歴任。東京相撲記者クラブ会友）、* 1944年）[390]
- 31日 - ウィリー・マッコビー（ アメリカ合衆国、野球〈元サンフランシスコ・ジャイアンツ内野手〉、* 1938年）[391]

### 11月
- 1日 - 深山計（兵庫県、スポーツアナウンサー（元中国放送・ニッポン放送アナウンサー。プロ野球や女子マラソンの実況で活躍。フリー転向後に有森裕子らとスポーツマネジメント会社「ライツ」を設立）、* 1954年）[392]
- 3日 - ビクトル古賀（満州国、レスリング、サンボ選手、サンボ指導者、* 1935年）[393]
- 6日
  - ホセ・ロザリオ（ メキシコ、プロレス、* 1934年）[394]
  - ジョナサン・キャントウェル（ オーストラリア、自転車ロードレース選手、* 1982年）[395]
- 15日 - 藤川孝幸（神奈川県、サッカー〈元読売日本サッカークラブ・ヴェルディ川崎（現東京ヴェルディ1969）選手・コーチ、ヴィッセル神戸・ベガルタ仙台コーチなど〉、* 1962年）[396][397]
- 28日 - ニカノール・デ・カルバーリョ（ ブラジル、サッカー選手、サッカー指導者〈SCコリンチャンス・パウリスタ、サントスFCなどの監督を歴任〉* 1947年）[398]
- 29日 - 崎山博樹（鹿児島県、競馬〈日本中央競馬会調教師、元騎手〉、* 1950年）[399]

### 12月
- 3日 - 坪正直（青森県、競馬（元日本中央競馬会調教師）、* 1934年）[400]
- 5日 - ダイナマイト・キッド（ イギリス、プロレス〈新日本プロレス、全日本プロレス、国際プロレスのリングで活躍、元WWFジュニアヘビー級王者〉 * 1958年）[401][402]
- 6日
  - ラリー・ヘニング（ アメリカ合衆国、プロレス〈日本プロレス、国際プロレスのリングに参戦、元IWA世界タッグ王者（国際プロレス版）〉、* 1936年）[403]
  - ホセ・カスティーヨ（ ベネズエラ、野球〈ピッツバーグ・パイレーツ、横浜DeNAベイスターズなどに所属〉* 1981年）[404]
  - ルイス・バルブエナ（ ベネズエラ、野球〈クリーブランド・インディアンス、ロサンゼルス・エンゼルスなどに所属〉* 1985年）[404]
- 9日 - 重由美子（佐賀県、セーリング【ヨット】〈1996年アトランタオリンピック女子470級銀メダリスト〉、* 1965年）[405]
- 13日
  - 銭村健三（ アメリカ合衆国、野球〈元広島カープ投手・外野手。1953年に実弟・健四と共にチーム史上初の米国籍選手として入団。実父は「日系人野球の父」・銭村健一郎〉、* 1927年）[406]
  - レネ・ラサルテス【リングネーム：ジャック・デ・ラサルテス】（ スイス、プロレス、* 1928年）[407]
- 18日 - 関根忍（茨城県、柔道〈1972年ミュンヘンオリンピック男子中量級金メダリスト、東京都柔道連盟会長〉、* 1943年）[408]